# Lancia Delta
Lancia Delta — небольшой семейный автомобиль, выпускаемый итальянским автопроизводителем Lancia в трёх поколениях. Первое поколение (1979–1994) дебютировало на Франкфуртском автосалоне 1979 года, второе поколение (1993–1999) дебютировало на Женевском автосалоне 1993 года, а третье поколение (2008–2014) дебютировало на Женевском автосалоне 2008 года.
Delta первого поколения доминировала в чемпионате мира по ралли в конце 1980-х - начале 1990-х годов. Требования омологации правил Группы А подразумевали продажу дорожных версий этих гоночных автомобилей — Lancia Delta HF 4WD и HF Integrale. Всего было выпущено 44 296 экземпляров Integrale.

## Первое поколение (1979)
Первая Delta (Тип 831) представляла собой пятидверный хэтчбек, разработанный Джорджетто Джуджаро и выпущенный в 1979 году. В период с 1980 по 1982 год он также продавался в Швеции, Дании и Норвегии компанией Saab Automobile под маркой Saab-Lancia 600. ", чтобы заменить вышедшую из эксплуатации модель 96. Delta была признана европейским автомобилем года 1980 года.
Специальная версия Delta HF Integrale представляла собой полноприводный хот-хэтч с бензиновым двигателем с турбонаддувом. Модифицированные версии HF доминировали в чемпионате мира по ралли, одержав в общей сложности 46 побед и выиграв Кубок конструкторов рекордные шесть раз подряд с 1987 по 1992 год, а также титулы чемпиона среди пилотов Юхи Канккунена (1987 и 1991) и Мики Биясион (1988 и 1989).
Lancia Delta S4, на которой заводская команда управляла непосредственно перед карьерой моделей HF 4WD и Integrale в чемпионатах мира, начиная с завершающего сезон ралли RAC 1985 года и заканчивая сезоном 1986 года, имея то же имя и внешний вид, была автомобилем Group B, спроектированная и построенная специально для ралли, полностью отличалась от серийных потребительских версий.

### История

#### Разработка
Автомобиль, который во время разработки стал называться Delta, получил кодовое название проекта «Y 5», был задуман как элитный переднеприводный небольшой семейный автомобиль, расположенный ниже более крупного Beta; Предложение длиной около четырех метров отсутствовало в линейке Lancia с момента прекращения существования Fulvia Berlina в 1973 году. Эта платформа, созданная на основе платформы Fiat Ritmo, с другой подвеской и большим количеством точек сварки для более жесткого шасси.
Дизайн разработала компания Italdesign. Его платформа объединила подвеску MacPherson, разработанную для Beta, с четырехцилиндровыми двигателями SOHC, заимствованными у Fiat Ritmo. Двигатели Fiat были переработаны инженерами Lancia и оснащены карбюраторами Weber с двумя дросселями, новыми впускными коллекторами, выхлопными системами и электронным зажиганием. Эти изменения в совокупности дали 85 л.с., что на десять лошадиных сил больше, чем у тех же двигателей в Ритмо. Чтобы добиться своего позиционирования на рынке, Delta предложила необычные для этого сегмента функции, такие как полностью независимая подвеска, реечное рулевое управление, доступный кондиционер, дополнительное складывающееся заднее сиденье, регулируемое по высоте рулевое колесо и обогреватель для обогрева руля. Lancia заявила, что его трехсекционные бамперы, окрашенные в цвет кузова, изготовленные из листовой полиэфирной смолы, являются первыми в отрасли. Отопление и вентиляция были разработаны при помощи Saab, экспертов в этой области, которые также утверждали, что приложили руку к защите Delta от ржавчины. Также благодаря Saab были разработаны складывающиеся пополам задние сиденья, а крышка багажника была удлинена до самого бампера, что упростило погрузку и разгрузку.

#### Дебют
Хотя подробности об автомобиле были известны еще весной, Lancia Delta была представлена публике на автосалоне во Франкфурте в сентябре 1979 года, На момент запуска предлагались три модели: базовая четырехступенчатая Delta 1300 с Двигатель объемом 1301 куб.см, 75 л.с. и упрощенное оборудование, пятиступенчатая коробка передач Delta 1300 с дополнительными функциями и повышающей пятой передачей для движения, и Delta 1500 с двигателем объемом 1498 куб.см, 85 л.с. и пятиступенчатой коробкой передач, скоростной редуктор. На открытии Франкфурта Delta была встречена теплом со стороны итальянской и немецкой прессой; в декабре она была удостоена награды «Европейский автомобиль года» за 1980 год по признанию жюри, состоящего из 53 автомобильных журналистов из 16 европейских стран.

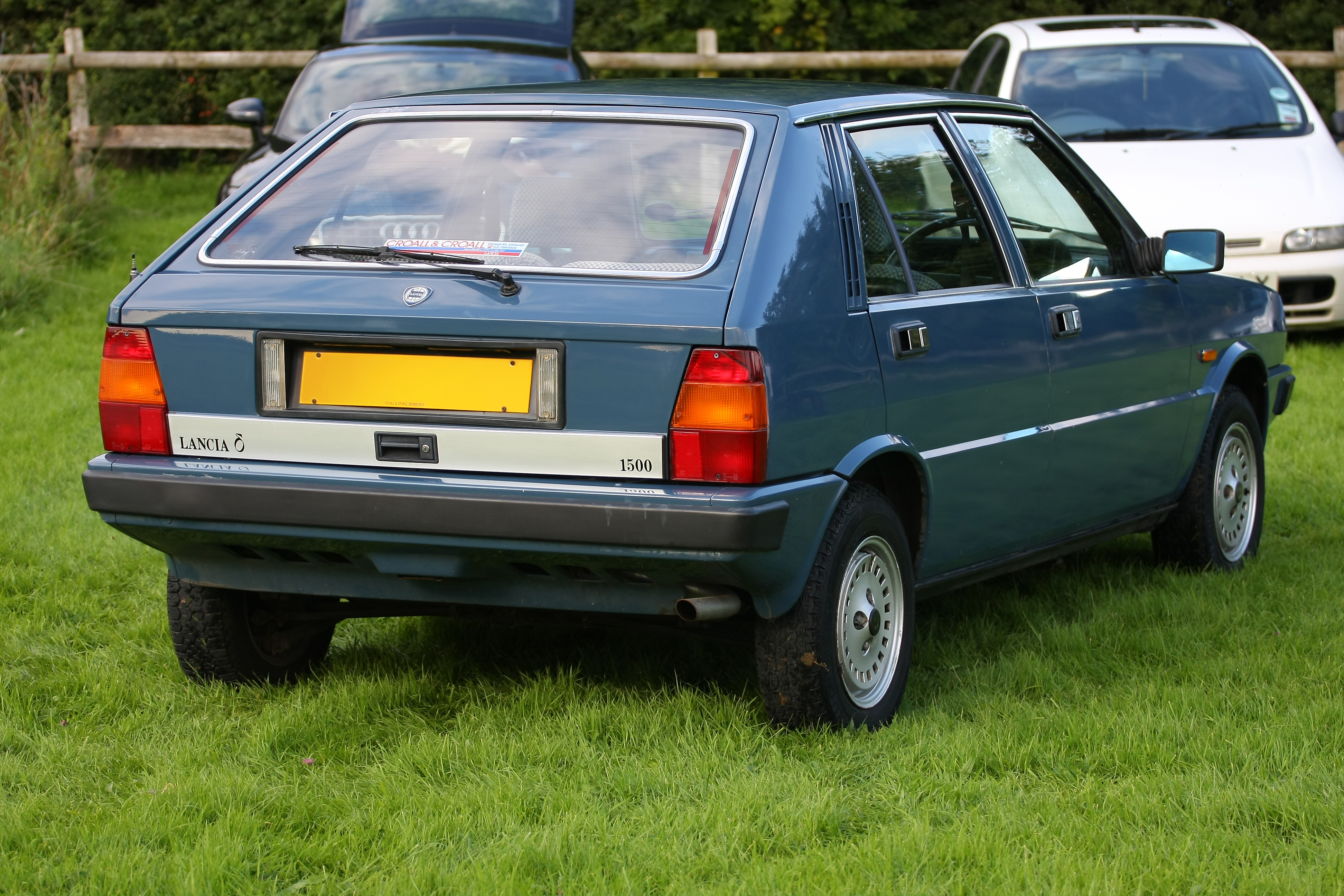
1982 Lancia Delta 1500

Продажи начались в октябре 1979 года; В 1980 году было продано 43 000 штук, а к концу 1981 года производство превысило 100 000. В начале 1982 года в качестве опции автоматической коробки передач была добавлена 1500 Automatica; его трехступенчатая коробка передач была произведена Lancia на заводе в Верроне и уже устанавливалась на Beta. В марте к линейке присоединилась топовая комплектация 1500 LX; она отличалась расширенным комфортным оборудованием, металлической окраской, 14-дюймовыми легкосплавными дисками, разработанными Джуджаро, и обивкой из шерстяной ткани в клетку, специально разработанной итальянским домом моды Zegna. Два месяца спустя комплектация была расширена до 1,3-литрового двигателя, мощность которого одновременно увеличила мощность до 78 л.с. благодаря повышенной степени сжатия и электронному зажиганию.

#### Рестайлинг 1982

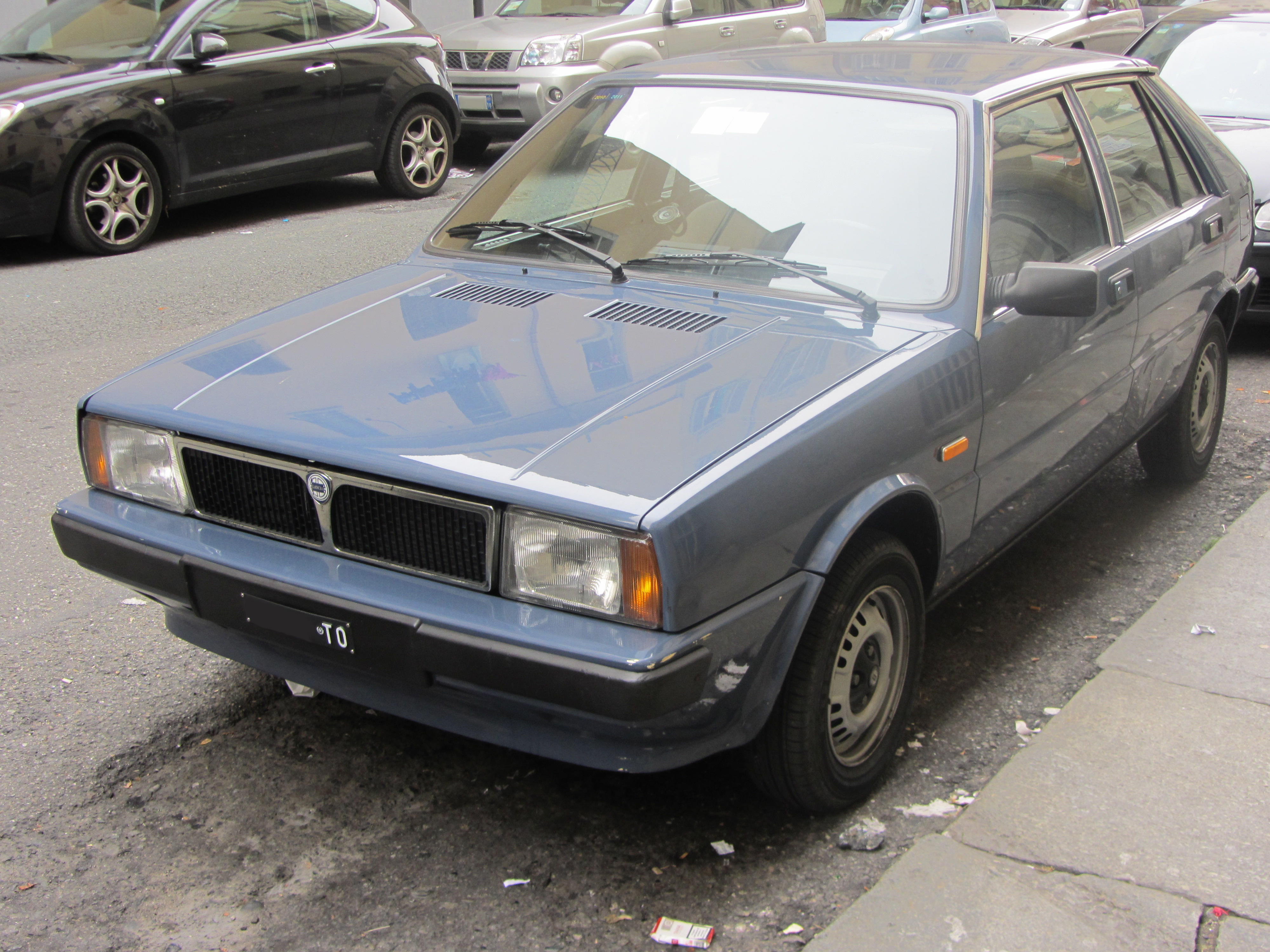
1982–1986 Lancia Delta

Ноябрь 1982 года принес первый фейслифтинг Delta. Бамперы были заменены с трехчастного листового формованного компаунда на цельный из термопластичного полимера, передний дизайн был изменен с более заметным нижним спойлером; Еще одним аэродинамическим дополнением стал плоский спойлер в цвет кузова, установленный на заднюю часть крыши. Другие изменения включали удаление анодированной панели между задними задними фонарями и снижение веса на 40 кг на всех моделях. Внутри были новые сиденья, а в топовой модели — дополнительный цифровой бортовой компьютер. Одновременно был выпущен Delta GT 1600, первый спортивный вариант автомобиля. Он был оснащен двигателем DOHC объемом 1585 куб.см и мощностью 105 л.с. с зажиганием Marelli Digiplex; шины с более низким профилем, перенастроенная подвеска и дисковые тормоза на всех четырех колесах довершали пакет. Стандартное оборудование было самым богатым из доступных, а некоторые опции, такие как кондиционер, были эксклюзивными для GT; Кабина была обита тканью Zegna. Внешние детали, такие как значок «GT» на правой стороне решетки, матовые черные дверные ручки и отделка окон, отличали его от других Delta. Поскольку версии 1500 с пятью скоростями, 1300 с четырьмя скоростями и LX были сняты с производства, а последняя была вновь представлена только в апреле 1984 года на 1300 LX с измененным оборудованием, линейка теперь состояла из трех моделей. 9 марта 1984 года 200-тысячная Delta покинула завод в Кивассо.

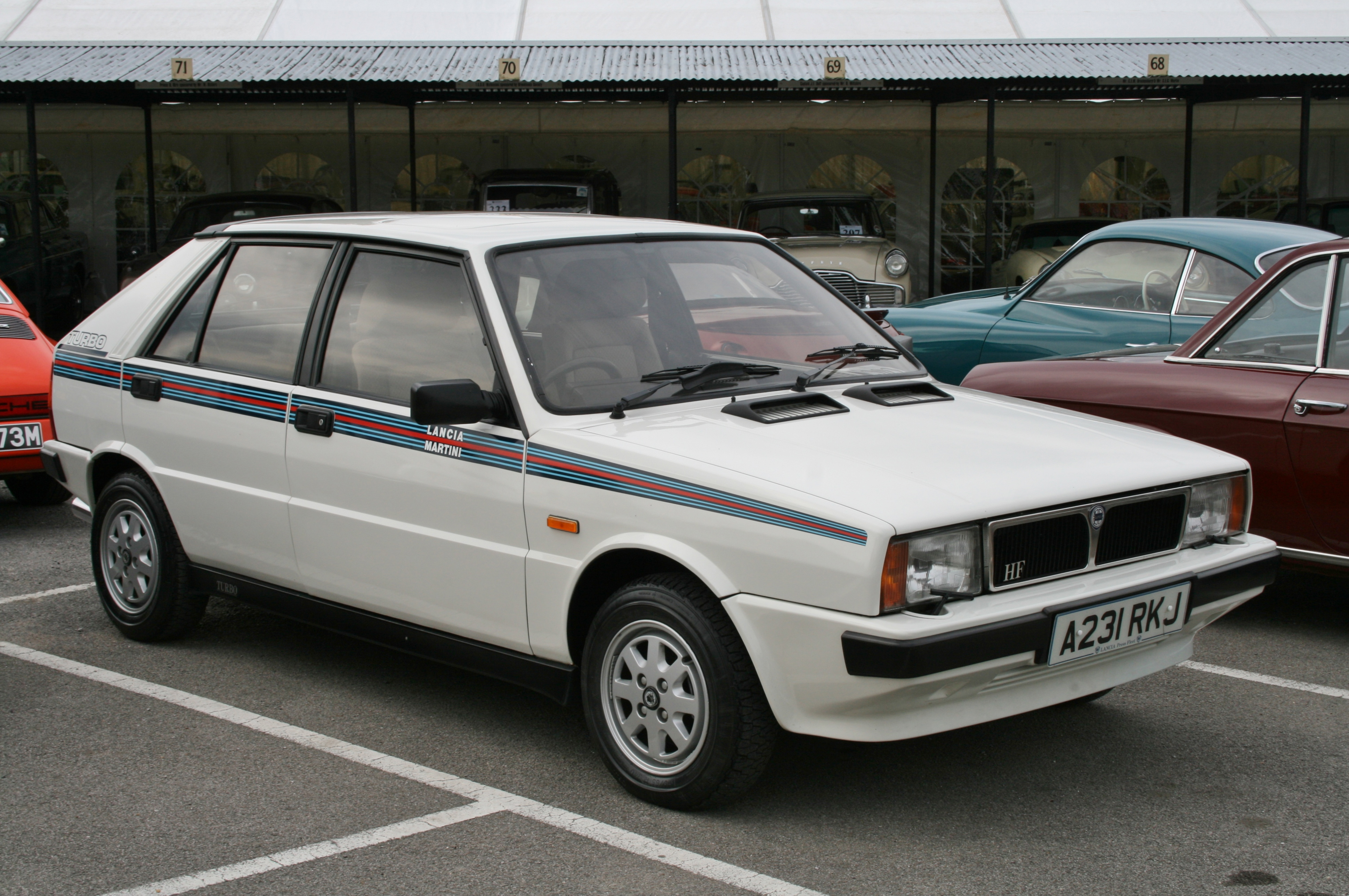
Lancia Delta HF 1984 года выпуска, первоначальная машина для прессы. Несмотря на спортивные полосы Martini, это не одна из ограниченных серий HF Martini 1984 года с другой графикой и значками.

#### Delta HF
Первой по-настоящему ориентированной на производительность моделью Delta была Delta HF, которая была представлена в июле 1983 года и поступила в продажу в сентябре после первого появления на Франкфуртском автосалоне. Аббревиатура HF, которая в последний раз использовалась на Stratos, означает «высокая точность» и применялась к спортивным и гоночным вариантам автомобилей Lancia с 1966 года. Он переднеприводный и оснащен турбированной версией 1,6-литрового двигателя от Delta GT; Система состоит из турбокомпрессора Garrett TBO-225 с перепускным клапаном, воздухо-воздушного теплообменника, продувочного двухдроссельного карбюратора Weber и системы зажигания Marelli Microplex с контролем предварительного зажигания. Чтобы противостоять дополнительным нагрузкам, возникающим из-за турбонаддува, были модернизированы масляная система с увеличенной емкостью и масляным радиатором, а также головки цилиндров с клапанами, заполненными натрием. Коробка передач — пятиступенчатая ZF. Амортизаторы, пружины и рулевое управление были перенастроены, установлены широкие шины Michelin TRX 175/65 на легкосплавных дисках R 340. Внешний вид HF относительно сдержанный: изменения ограничились серебристым значком «HF» на решетке радиатора, более глубоким спойлером на подбородке, черной отделкой, как на GT, черными молдингами на крыше, черными боковыми юбками с маленькими серебряными значками «турбо». перед задними колесами — спойлер на крыше 1982 года, окрашенный в черный цвет, обтекатели воздухозаборников на решетках капота, атермические стекла с бронзовой тонировкой и легкосплавные диски с восемью спицами. В салоне имеется кожаный руль и дополнительные цифровые приборы с индикаторами; Материал обивки — обычная бежевая ткань Zegna, а спортивные сиденья Recaro, обтянутые той же тканью, были опциональными. За двухлетний период производства было изготовлено около десяти тысяч Delta HF.
Специальная ограниченная серия HF под названием «HF Martini» была представлена на Женевском автосалоне в марте 1984 года. В честь раллийных побед Lancia-Martini Rally 037 он был выкрашен в белый цвет с полосой Мартини по бокам под дверными ручками и имел значки цвета Мартини; Спортивные сиденья Recaro были стандартными. В период с 1984 по 1985 год было произведено всего 150 экземпляров.

#### Delta HF Turbo
В октябре 1985 года Lancia представила наряду с дорожным Delta S4 новую версию HF, переименованную в Delta HF Turbo в связи с дебютом полноприводного HF, которого ждали после следующего лета. Чтобы ответить на некоторые критические замечания, автомобиль получил менее сдержанный стиль и более щедрое оборудование, чтобы отличать его от других Delta: красные надписи «HF Turbo» на решетке радиатора, боковых юбках и задней двери, спортивное рулевое колесо с тремя спицами, двойные зеркала заднего вида, двухцветная тонкая полоска вдоль центральной линии кузова, шины Pirelli P6 и 14-дюймовые легкосплавные диски Cromodora с новым дизайном с восемью отверстиями. Цена, технические характеристики и производительность практически не изменились. HF Turbo оставался в продаже наряду с более мощными полноприводными моделями HF, когда они были представлены.

#### Рестайлинг 1986 года

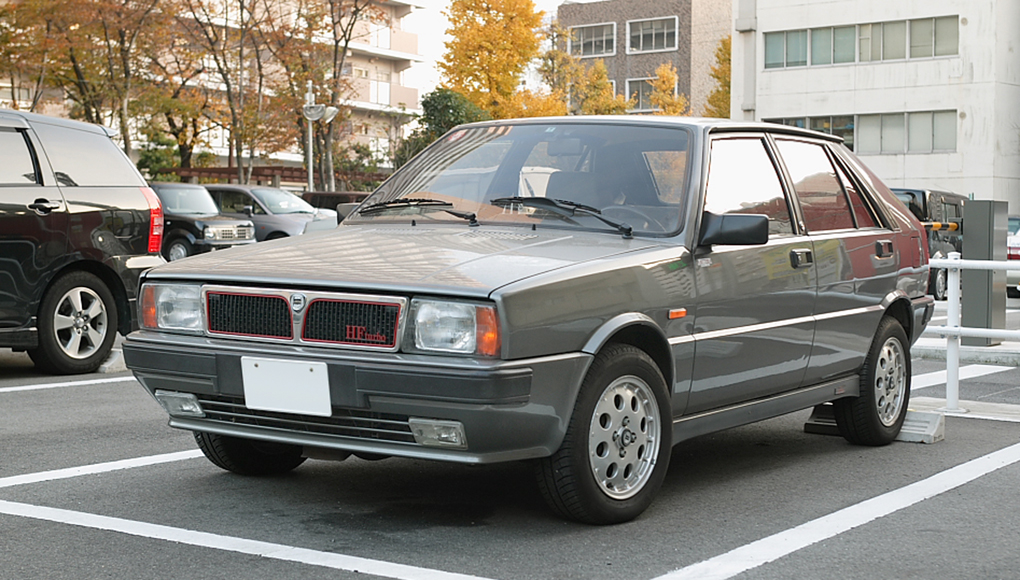
1986–1991 Lancia Delta HF turbo

HF Turbo вскоре потерял свою корону топовой модели Delta, поскольку 2,0-литровый полноприводный двигатель Delta HF 4WD с турбонаддувом был представлен на Туринском автосалоне в апреле 1986 года. Некоторые функции HF 4WD предвещали крупное обновление всей линейки Delta в середине цикла, анонсированное в мае 1986 года и поступившее в продажу в июне. Новые обволакивающие бамперы — передний с возможностью установки встроенных противотуманных фар — придали автомобилю более современный вид; Вся передняя часть была изменена: появилась новая решетка радиатора и новые крышки фар, которые были наклонены вперед и выступали за пределы кузова, чтобы сделать автомобиль более аэродинамичным. Спойлер на крыше, представленный в 1982 году, был удален. Линейку 1986 года составляли семь моделей: 1.3, LX 1.3, 1.5 Automatica, GT, т. е. HF Turbo, HF 4WD и Turbo DS. Модель начального уровня была 1.3; Двигатель объемом 1301 куб.см имел переработанную систему впуска и выпуска, систему отсечки подачи топлива, новый карбюратор и бесконтактное зажигание. Он также был доступен на более высококлассной Delta LX 1.3. Аналогичные изменения были внесены в силовой агрегат Delta 1.5 Automatica. Delta GT и HF Turbo были оснащены интегрированной электронной системой зажигания и впрыска топлива Weber IAW, в результате чего они стали Delta GT, т.е. и Delta HF Turbo, т.е. мощностью 108 л.с. и 140 л.с. соответственно. В GT, то есть в двигателе, были внесены более глубокие изменения: головка блока цилиндров была повернута на 180 °, в результате чего выхлопная сторона была вынесена вперед для лучшего охлаждения, а весь двигатель был наклонен вперед на 18 °, чтобы снизить высоту центра масс. Delta HF Turbo был обновлен до внешнего вида и интерьера HF 4WD, от которого он отличался в основном квадратными фарами и одинарным выхлопом. Модель Delta Turbo DS ознаменовала появление первого дизельного двигателя на Delta. Это был восьмиклапанный четырехцилиндровый двигатель объемом 1929 куб.см от Prisma и мощностью 80 л.с.; в нем использовался турбонагнетатель Kühnle, Kopp & Kausch с перепускным клапаном, интеркулер и масляный радиатор. Lancia позиционировала Turbo DS как элегантно-спортивную модель, подобную GT, то есть предоставляя ей аналогичную доступность опций, ту же серо-бежевую клетчатую тканевую обивку Zegna и полный набор приборов, включая датчики давления масла и давления наддува. Если не по производительности, то Turbo DS превосходил своего бензинового брата по оборудованию, с боковыми юбками от HF Turbo и стандартным гидроусилителем руля. В сентябре 1987 года HF 4WD был заменен более мощным Delta HF Integrale, который, в свою очередь, в марте 1989 года превратился в 16-клапанный Delta HF Integrale 16v.
В мае 1990 года для модели 1.3 был добавлен новый спортивный уровень отделки салона - Delta Personalizzata, доступный в красном или белом цвете с контрастной двойной полоской и тканевой обивкой цвета Electric Blue; В стандартное оборудование входили боковые зеркала в цвет кузова, тахометр, часы и спортивный руль. Позже в том же году спортивные модели (turbo DS, GT, т. е. HF Turbo и HF Integrale 16v) получили более богатое оборудование и интерьер с новыми комбинациями велюра в красочную полоску и алькантары. Опциональные сиденья Recaro для двух моделей HF теперь были полностью обиты перфорированной алькантарой зеленого или серого цвета в зависимости от цвета кузова. Только в интеграле их можно было заказать в перфорированной черной коже за дополнительную плату.

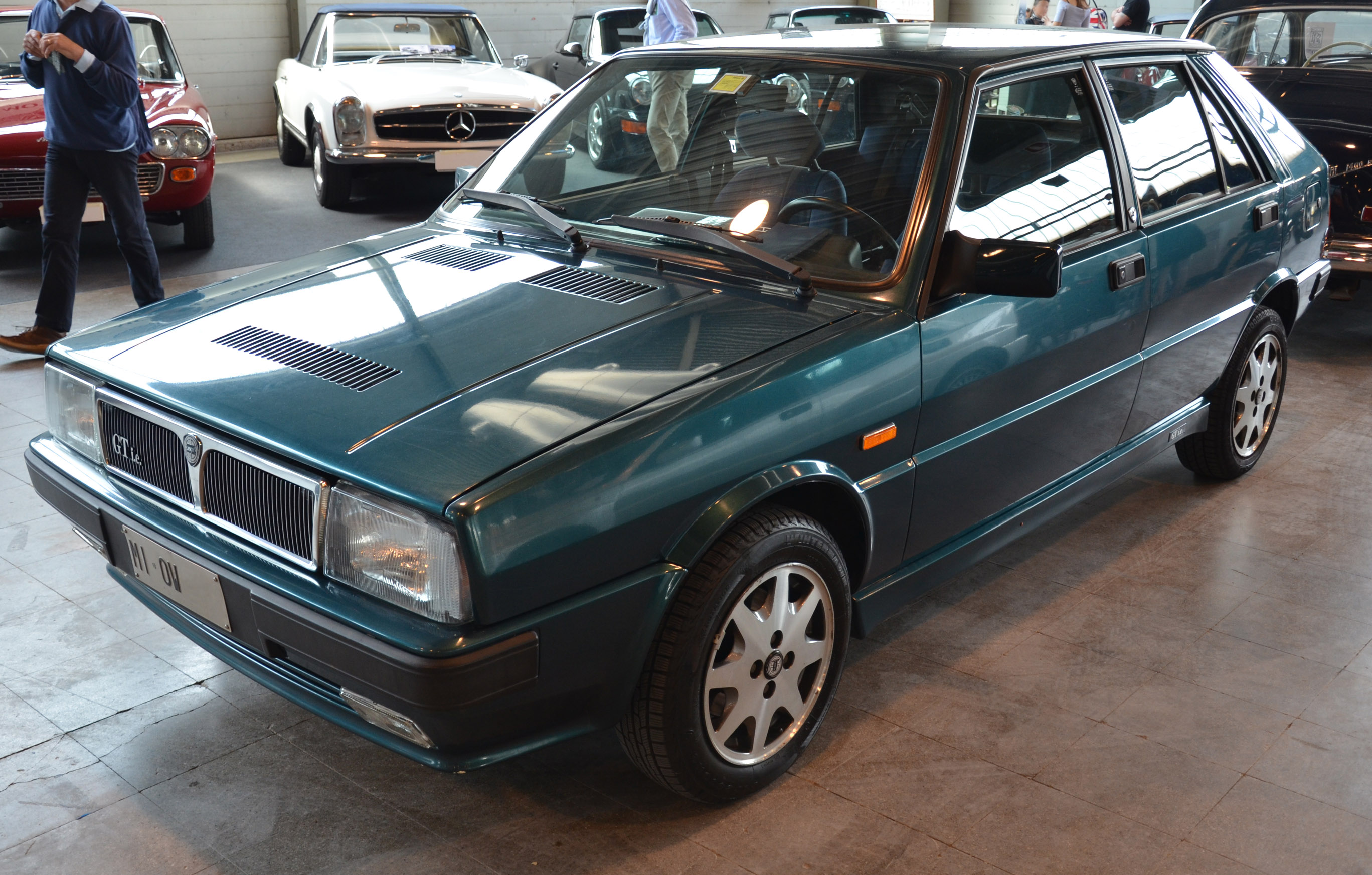
1991 Lancia Delta GT i.e.

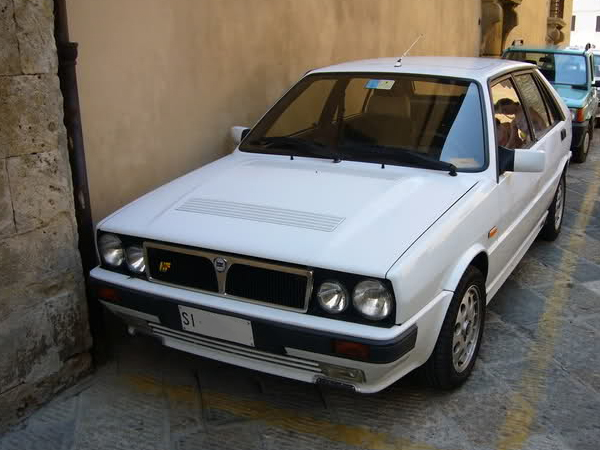
1992 Lancia Delta HF turbo

#### Изменения 1991 года
В июне 1991 года в продажу поступила последняя версия Lancia Delta первого поколения, почти через двенадцать лет после ее дебюта в 1979 году. Переднеприводная гамма сократилась до трёх моделей, а именно LX, GT т.е. и HF турбо. На всех трех из них такие небольшие детали, как боковые юбки в цвет кузова и двойные боковые зеркала в цвет кузова, создали более современный вид. LX и GT, то есть, имели белые передние указатели поворота, решетку радиатора с хромированными вертикальными полосами, капот с жалюзи от оригинального HF Integrale и дополнительные легкосплавные диски с 8 спицами с алмазной огранкой от Dedra. В Delta LX отказались от 1,3-литрового двигателя в пользу переработанной версии 1,5-литрового двигателя. Обновленный цвет и отделка включали зеленую и синюю слюдяную краску «Metallesse» и обивку из клетчатой ткани Glen на нижних моделях, в то время как спортивные модели продолжали использовать интерьеры, представленные в 1990 году. HF Integrale 16V - должен был быть заменен в конце 1991 года на более улучшенный HF Integrale "Evoluzione" - двойные круглые фары и куполообразный вентилируемый капот перешли к HF Turbo, который теперь выглядел почти как Integrale. Несколько месяцев спустя HF Turbo даже заменил традиционную красную идентификационную надпись модели на решетке радиатора желтым значком HF, подобным тому, который можно найти на недавно представленном Evoluzione. Одновременно GT i.e. получил новый шильдик «1600 i.e.».
Самые последние, незначительные обновления были сделаны, когда модели 1992 года перешли на двигатель, оснащенный только каталитическим нейтрализатором, в соответствии со стандартами выбросов Евро 1. Delta GT, т.е. трансформировалась в 1600 т.е., и вместе с турбонаддувом HF стала единственной предлагаемой Delta с передним приводом. Все варианты обзавелись новой, более сдержанной обивкой: HF Turbo перешел с велюра на вставки «елочка» на сиденьях и дверных панелях из алькантары, а 1600 вообще отказался от алькантары в пользу полной клетчатой ткани Glen. Поскольку второе поколение было готово к выпуску в 1993 году, после 13-летней карьеры переднеприводная Delta была снята с производства в конце 1992 года, после того как было произведено более 478 000 автомобилей. Производство HF Integrale будет продолжаться еще два года.

### Полноприводные варианты HF

#### Система полного привода
Первым полноприводным автомобилем Lancia была Delta. Еще в апреле 1982 года полноприводный прототип Delta Turbo 4x4 с турбонаддувом был показан на Туринском автосалоне, чтобы оценить реакцию общественности, и испытан журналистом на испытательном треке в Ла-Мандрии. Он был основан на стандартной серийной модели, но имел 1,6-литровый двигатель с турбонаддувом мощностью 128 л.с., четыре дисковых тормоза и максимальную скорость более 190 км/ч (118 миль в час). Однако его трансмиссия не была связана с более сложной трансмиссией, установленной на первых серийных полноприводных Lancia, показанных на Туринском автосалоне 1986 года: Delta HF 4WD и ее более скромном седанском собрате Prisma 4WD.
Система полного привода, используемая на Delta HF 4WD и всех последующих итерациях HF Integrale, вместо этого была основана на системе, разработанной для раллийного автомобиля Lancia Delta S4 Group B 1985 года, хотя и с поперечным расположением двигателя, а не с передним расположением двигателя. продольное среднемоторное расположение. В обеих системах использовалось три дифференциала, центральный из которых представлял собой эпициклическую передачу, управляемую вискомуфтой Фергюсона. Эпициклическая передача распределяет крутящий момент на две оси в соответствии с фиксированным передаточным числом, определяемым количеством зубьев на ее шестернях. Первоначально смещенный вперед для максимизации тяги в соответствии со статическим распределением нагрузки, распределение крутящего момента становилось все более смещенным назад с каждой последующей итерацией Delta HF. Эпициклическая передача получала движение через коронную шестерню с внешними зубьями, которая находилась в зацеплении с шестерней на промежуточном валу пятиступенчатой коробки передач. Оттуда он передавался на передний дифференциал через солнечную шестерню, а на задний дифференциал через водило сателлитов, пару конических шестерен 90° и трехчастный приводной вал. Целью муфты Ferguson была передача крутящего момента между осями. Во время нормальной работы, то есть когда две оси вращались с одинаковой скоростью, он ничего не делал, а просто вращался как единое целое. Как только возникла разница в скорости между двумя осями, крутящий момент начал передаваться от более быстро вращающейся оси к более медленной, которая обычно имеет лучшее сцепление с дорогой. Когда разница в скорости становилась чрезмерной, он полностью блокировался, сводя на нет проскальзывание между осями и передавая максимальный крутящий момент. Наконец, были еще два дифференциала: обычный открытый спереди и тип Torsen (датчик крутящего момента) сзади. Дифференциал Torsen, поставляемый американской корпорацией Gleason, автоматически распределяет крутящий момент между задними колесами в соответствии с доступным сцеплением с максимальной блокировкой 70%.

#### Delta HF 4WD

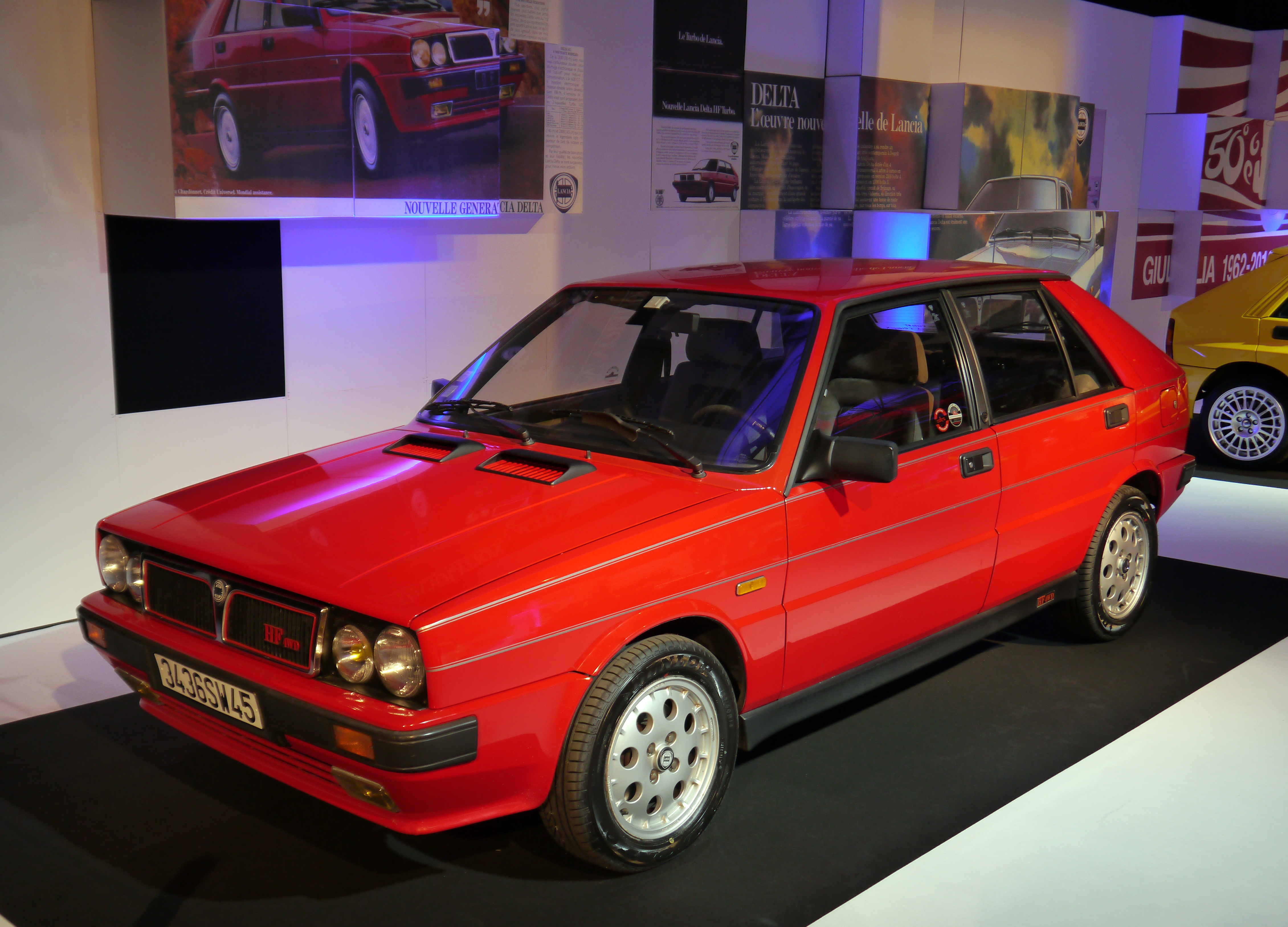
Lancia Delta HF 4WD

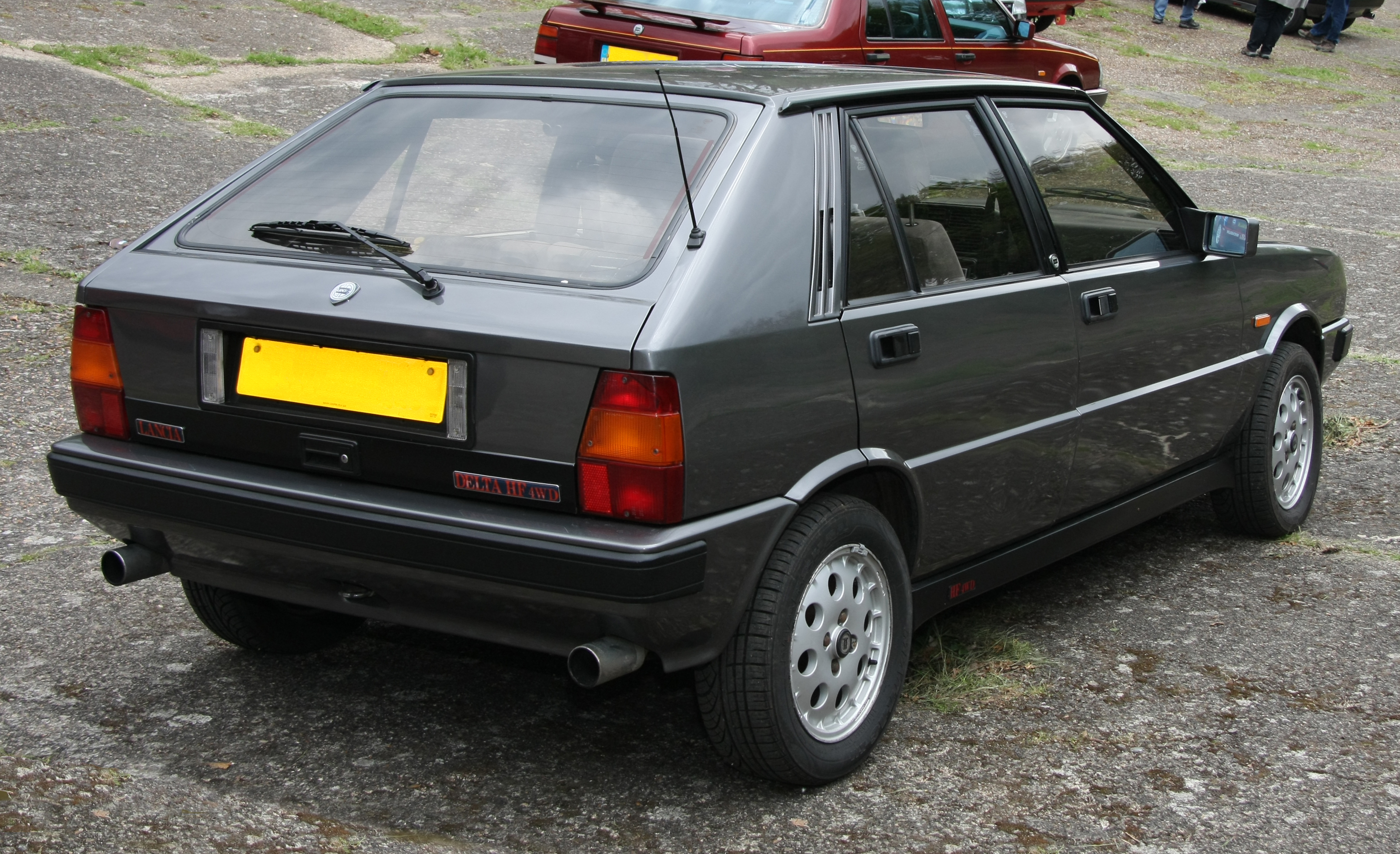

Модель Delta HF 4WD была представлена на Туринском автосалоне в апреле 1986 года и стала вершиной модельного ряда Delta.
Двухраспредвалный восьмиклапанный двигатель HF 4WD объемом 1995 куб.см с двумя балансирными валами, вращающимися в противоположных направлениях, был заимствован у Lancia Thema, то есть седана с турбонаддувом. Он был оснащен турбонагнетателем Garrett, перепускным клапаном, промежуточным охладителем воздух-воздух и встроенным электронным зажиганием и впрыском топлива Weber IAW; для поддержки турбонаддува он также использовал триметаллические шатунные шейки и коренные подшипники, клапаны, заполненные натрием, бронзовые направляющие клапанов и масляный радиатор. Мощность двигателя составляла 165 л.с. при 5250 об/мин и крутящий момент 26,5 кгм при 2750 об/мин, который мог возрасти до 29 кгм в течение коротких периодов времени благодаря функции повышенного давления. На Delta HF 4WD соотношение распределения крутящего момента центрального планетарного дифференциала составляло 56/44 спереди назад.
Базовая схема подвески Delta 4WD осталась такой же, как и у остальной линейки полноприводных Delta: независимая подвеска типа МакФерсон на всех четырех углах, двухскоростные амортизаторы и геликоидальные пружины со слегка установленными стойками и пружинами. не по центру. Подвеска обеспечивала большую изоляцию за счет гибких резиновых звеньев. Были использованы бамперы с прогрессивным отскоком, в то время как были изменены жесткость амортизаторов, переднее и заднее схождение, а также относительный угол между пружинами и амортизаторами. Рулевое управление было реечным с гидроусилителем. Легкосплавные диски представляли собой восьмилуночные диски Cromodora размером 5½J × 14 дюймов, которые можно найти на HF Turbo, но на них были установлены более широкие шины с более низким профилем 185/60 SR14. Тормоза представляли собой те же круговые диски (вентилируемые передние части), что и на GT, то есть с турбонаддувом HF.
Визуально HF 4WD перенял большую часть элементов оснащения HF Turbo, таких как капот, боковые юбки и затемненную отделку, а затем добавил больше. Помимо новых бамперов (передний со встроенными противотуманными фарами), которые вскоре будут установлены на всех моделях Delta после рестайлинга 1986 года, появились четверные круглые фары — внутренняя пара меньше в диаметре, чем внешняя, красная окантовка вокруг отверстий решетки радиатора, две двойные полоски, подчеркивающие линию талии и боковые складки, а также двойные выхлопные трубы. Красные надписи и значки «HF 4WD» были размещены на решетке радиатора, боковых юбках и на матовой черной вставке между задними фонарями. Внутри сиденья и дверные панели были обиты серой алькантарой и разноцветной шерстяной тканью «Гарлем», поставляемой итальянским домом моды Missoni. Опциональные анатомические спортивные сиденья Recaro были обтянуты теми же материалами. Приборы имели желтые шкалы и стрелки - прерогатива всех будущих моделей HF; к шести уже имеющимся на приборной панели Delta добавлены два вспомогательных манометра, а также манометр давления наддува, вольтметр, масляный и водяной термометры, а также масляный манометр.
Через несколько месяцев после появления HF 4WD, в конце сезона 1986 года, ралли группы B было прекращено из-за череды несчастных случаев со смертельным исходом, и группа A взяла на себя роль класса чемпионата мира по ралли. Новые правила омологации требовали производства не менее 5000 экземпляров за 12 месяцев. Хотя изначально Delta HF 4WD разрабатывалась не для ралли, она послужила подходящей основой для создания раллийного автомобиля группы А. Группа A Delta HF 4WD заняла первые два места в своем первом выступлении и стартовом сезоне 1987 года на ралли Монте-Карло. После этого он выиграл 9 из 13 гонок чемпионата и, в конечном итоге, чемпионат мира по ралли среди производителей 1987 года. Юха Канккунен также выиграл чемпионат мира по ралли среди водителей 1987 года за рулем Delta HF 4WD. Автомобили Delta HF 4WD также заняли первое место в двух гонках сезона 1988 года, прежде чем были заменены значительно улучшенной версией Delta HF Integrale. Сочетание трехдифференциальной системы полного привода Lancia и 2,0-литрового двигателя с турбонаддувом оказалось конкурентоспособным, и благодаря постоянным улучшениям компания выиграла шесть подряд титулов чемпионата мира по ралли.

#### Delta HF Integrale "8V"

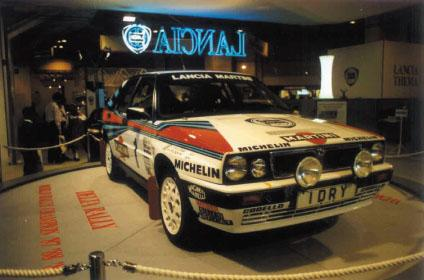
Lancia Delta HF Integrale 8V на автосалоне в Бирмингеме 1990 года.

Lancia Delta HF Integrale воплотила в дорожном автомобиле некоторые особенности Delta HF 4WD. Двигатель представлял собой восьмиклапанный четырехцилиндровый с впрыском топлива объемом 2,0 л и балансировочными валами. Версия HF имела новые клапаны, седла клапанов и водяной насос, более крупные водяные и масляные радиаторы, более мощный охлаждающий вентилятор и больший воздухоочиститель. Турбокомпрессор Garrett T3 большей мощности с улучшенным воздушным потоком и промежуточным охладителем большего размера, измененные настройки электронного блока управления зажиганием и датчиком детонации повышают выходную мощность до 185 л.с. при 5300 об/мин и максимальном крутящем моменте 31 кг. ⋅м при 3500 об/мин.
HF Integrale имел постоянный полный привод, передний поперечно расположенный двигатель и пятиступенчатую коробку передач. Эпициклический межосевой дифференциал обычно распределяет крутящий момент 56 процентов на переднюю ось и 44 процента на заднюю. Вискомуфта Ferguson сбалансировала распределение крутящего момента между передней и задней осями в зависимости от дорожных условий и сцепления шин. Задний дифференциал Torsen дополнительно распределяет крутящий момент, передаваемый на каждое заднее колесо, в зависимости от доступного сцепления. Укороченное передаточное число главной передачи (3,111 вместо 2,944 у HF 4WD) соответствовало более крупным колесам 6,5x15 и обеспечивало скорость 39 км/ч на 1000 об/мин на пятой передаче.
Тормоза и подвеска были модернизированы до 284 мм., вентилируемых передних дисков, большего главного тормозного цилиндра и сервопривода, а также доработанных передних пружин, амортизаторов и передних стоек.
HF Integrale был модернизирован с выпуклыми колесными арками для более широких шин 195/55 VR на 15-дюймовых легкосплавных дисках 6J. На новом капоте появились вентиляционные решетки, а обновленные бамперы перекликаются с колесными арками спереди и сзади. Передний бампер, который стал шире, включает в себя воздухозаборники и прямоугольные дополнительные фары дальнего света. Боковые юбки переходят в колесные арки спереди и сзади, а двойные зеркала заднего вида окрашены в цвет кузова. На заводе было выпущено всего 50 автомобилей с правым рулем, ни один из которых не был официально импортирован в Великобританию.

#### Delta HF Integrale "16V"

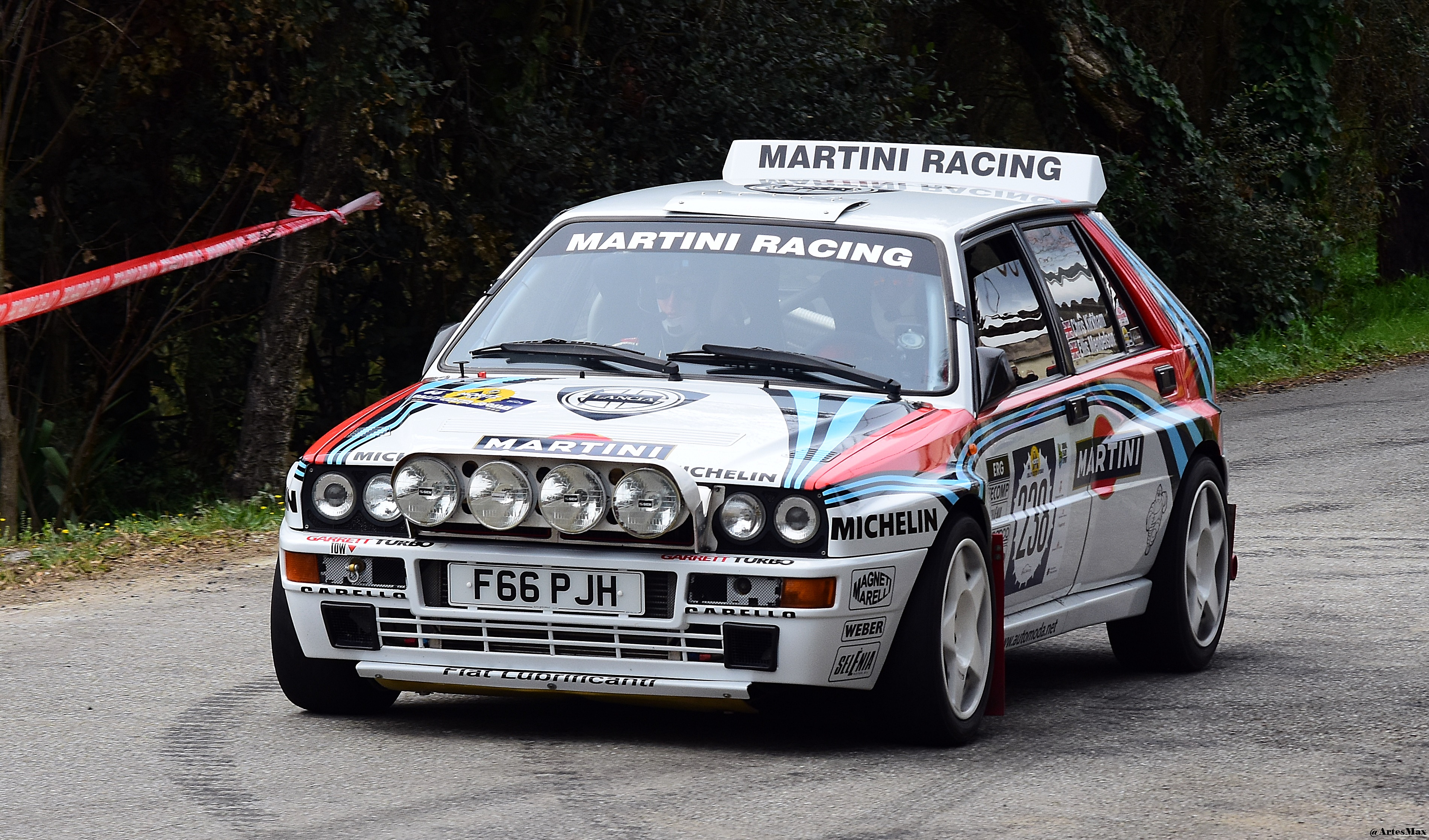
Lancia Delta Integrale HF 16V на ралли Мориц Коста Брава 2018 года.

Integrale 16v был разработан для ралли, представлен на Женевском автосалоне 1989 года и дебютировал с победой на ралли Сан-Ремо 1989 года.
Он отличался приподнятым центром капота для размещения нового 16-клапанного двигателя, а также более широкими колесами и шинами, а также новыми идентификационными значками спереди и сзади. Распределение крутящего момента было изменено на 47% спереди и 53% сзади.
Двухлитровый двигатель Lancia 16V с турбонаддувом развивал мощность 200 л.с. при 5500 об/мин, максимальную скорость 220 км/ и в час 0–100 км/ч за 5,7 секунды. Изменения включали более крупные форсунки, более отзывчивый турбонагнетатель Garrett T3, более эффективный интеркулер и возможность работать на неэтилированном топливе без модификаций.
Наряду с 16V Lancia представила восьмиклапанный вариант, оснащенный трехходовым каталитическим нейтрализатором, который снизил мощность до 177 л.с., предназначенный для тех европейских рынков, где такое оборудование для контроля выбросов было обязательным.
Летом 1990 года во все спортивные модели Delta были внесены небольшие обновления: Integrale получил новые материалы обивки. Как и в случае с HF Turbo, сочетание светло-серой алькантары и ткани с разноцветными полосами, используемое с 1986 года, было заменено темно-серой алькантарой с велюром с диагональными полосами. Если были заказаны дополнительные сиденья Recaro, покупатель мог выбрать либо полную темно-серую или зеленую обивку из алькантары с тиснением, либо за дополнительную плату черную перфорированную кожу.

#### Delta HF integrale "Evoluzione"
На автосалоне во Франкфурте в сентябре 1991 года Lancia представила сильно переработанную модель Delta HF, вновь названную «Delta HF Integrale», но ставшую более известной как «HF Integrale Evoluzione» или просто «HF Integrale Evo». Автомобили Evoluzione производились с октября 1991 по 1992 год. В конце победного сезона чемпионата мира по ралли 1991 года, где HF Integrale 16V выиграл чемпионаты как пилотов, так и производителей, Lancia официально ушла из ралли. Несмотря на это, гоночная разработка HF Integrale продолжалась, и разработанные на заводе HF Integrale Evos были представлены независимым клубом Jolly Club, спонсируемым Martini Racing, в сезоне 1992 года. Благодаря двум каперским командам, поддерживаемым заводом, Lancia выиграла свой шестой и последний подряд чемпионат мира по ралли среди конструкторов. Это должны были быть последние автомобили, прошедшие омологацию; Каталитический Evoluzione 2 1993 года не разрабатывался на заводе как раллийный автомобиль.
Двигатель Evoluzione был тем же 16-клапанным двухлитровым двигателем с турбонаддувом, который использовался на предыдущей модели, но мощность увеличилась до 210 л.с. при 5750 об / мин, главным образом благодаря новой выхлопной системе диаметром 60 мм с одним выпуском. Максимальный крутящий момент не изменился и составил 300 Нм, но теперь был достигнут при более высоких оборотах — 3500 об/мин. Вариант с восьмиклапанным каталитическим нейтрализатором и неизменной мощностью 177 л.с. продолжал производиться для стран, где такое оборудование было обязательным. Механические изменения включали усиленную рулевую рейку и масляный радиатор гидроусилителя рулевого управления. Подвеска была переработана и усилена, например. с использованием рычагов гусеницы коробчатого сечения. Передние стойки стоек были подняты, что потребовало установки алюминиевой распорки. Тормозная система включала диски большего диаметра и вакуумный сервопривод, а также фиксированные двухпоршневые суппорты Brembo спереди. В систему полного привода никаких изменений не вносилось.

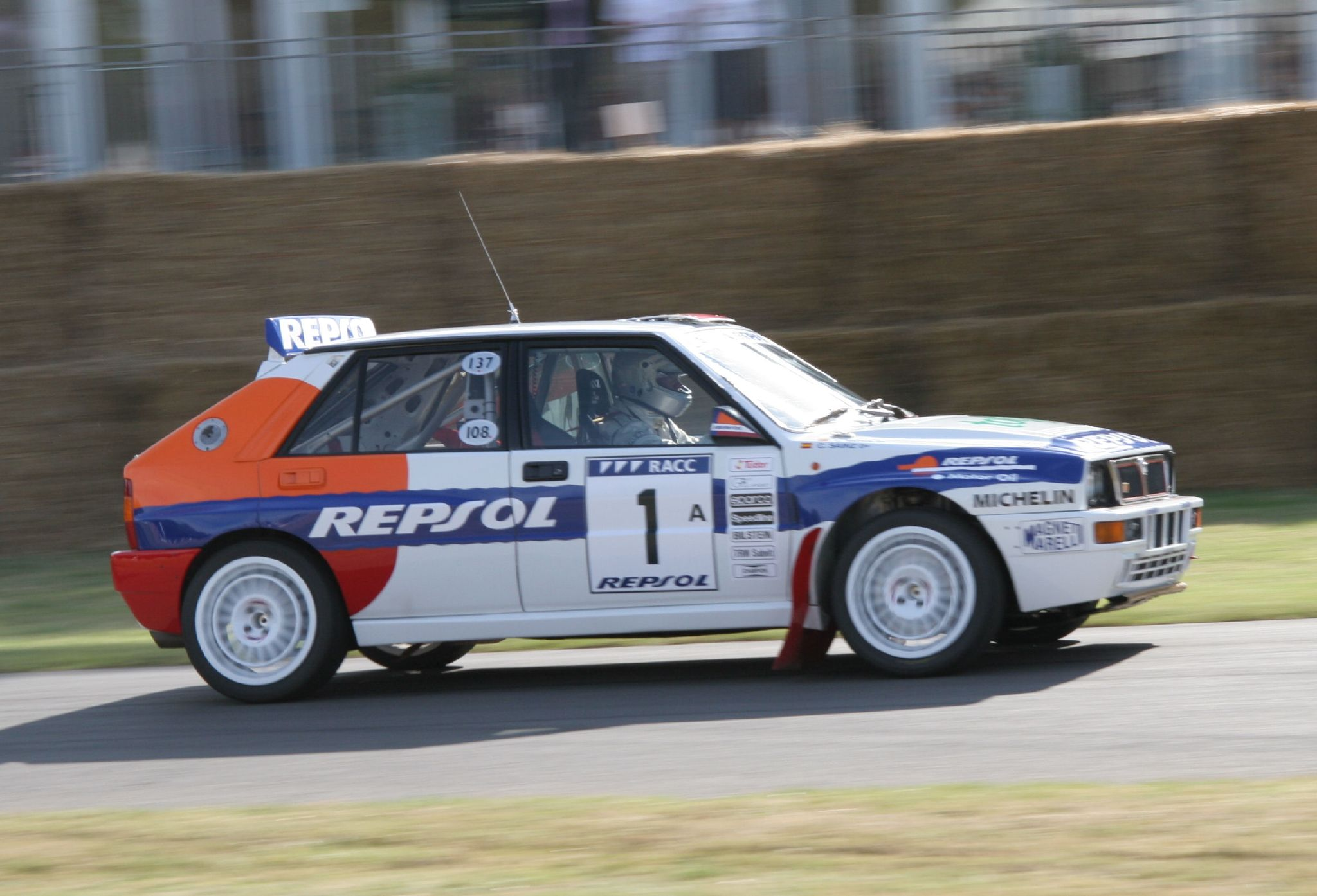
Lancia Delta HF Integrale 1993 года на Фестивале скорости в Гудвуде 2006 года.

Передняя и задняя гусеницы были шире, чем на более ранних версиях Delta, на 54 и 60 мм соответственно. Выпуклости колесных арок были расширены и сделаны более округлыми. Теперь они изготавливались за одно прессование, а не приваривались, как раньше. Помимо вышеупомянутых крыльев, кузов Evoluzione включал новый капот, передний и задний бамперы, боковые юбки коробчатого сечения, задние двери и задний спойлер. Передняя часть отличалась двумя круглыми фарами меньшего диаметра, при этом пара внешних фар ближнего света относилась к новому типу прожекторов. Капот имел более широкий и высокий выступ, а также новые боковые воздушные планки для дополнительной вентиляции под капотом. Спойлер на крыше над задней дверью можно было вручную регулировать в трех положениях — опущенном, поднятом или полностью поднятом с помощью двух прилагаемых кронштейнов — в пользу либо Cd, либо прижимной силы задней оси. Новые легкосплавные диски Speedline Montecarlo размером 7½Jx15 дюймов с пятью болтами того же дизайна, что и на раллийных автомобилях, обуты шинами 205/50. Другими внешними изменениями стали новые дворники со встроенными спойлерами, крышка бензобака спортивного типа и новые желтые значки HF, украшенные традиционным красным слоном, который использовался на автомобилях Lancia HF прошлого.
Варианты окраски включали три однотонных цвета (белый, rosso Monza (красный) и лорд-синий), а также дополнительные цвета слюды «metallescente» (черный, синий мадрас, красный победитель и зеленый дерби). В салоне появился новый спортивный руль Momo Corse, обтянутый кожей. В остальном внутренняя отделка не изменилась по сравнению с моделью HF Integrale 16V 1990 года. Стандартный салон сидений выполнен в сочетании темно-серой алькантары и серого велюра с диагональными цветными полосами. Если были заказаны анатомические сиденья Recaro (которые входят в стандартную комплектацию на некоторых рынках), обивка была выполнена из перфорированной алькантары (либо зеленой с белым, серым и черным цветами кузова, либо темно-серой со всеми остальными цветами), либо, за дополнительную плату, черной перфорированной ткани. кожа. Примечательными опциями были шестипозиционная антиблокировочная тормозная система Bosch, металлический люк с электроприводом и кондиционер. Некоторые из этих функций были стандартными на некоторых рынках.
Начиная с конца 1992 года сборка Evoluzione была заключена по контракту с Maggiora, поставщиком кузовных панелей для Fiat, который стал производителем автомобилей. Маджора взяла на себя часть недавно закрытого завода Lancia Chivasso и возобновила производство 16 октября 1992 года.

#### Delta HF integrale "Evoluzione II"

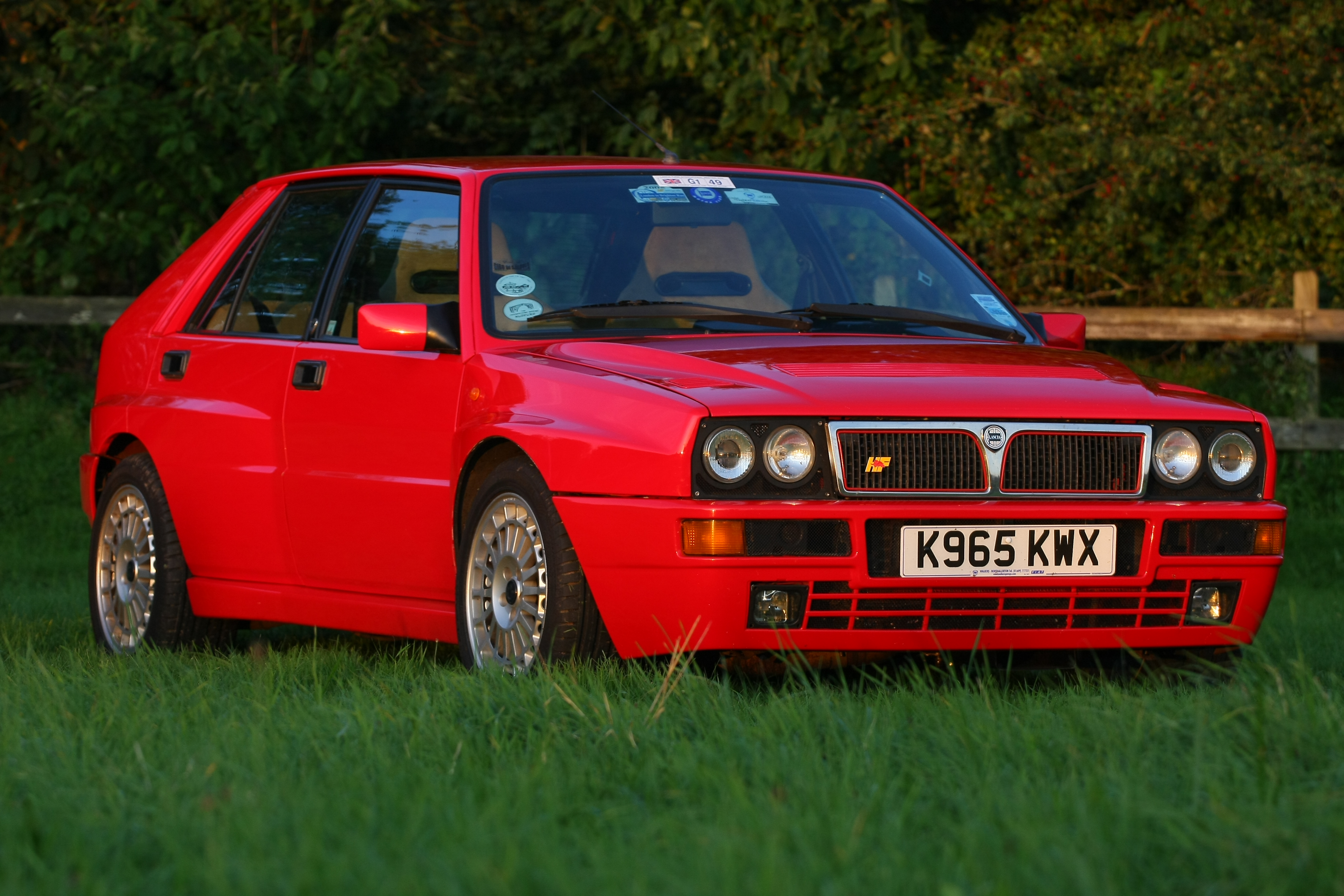
Lancia Delta HF integrale 16V Evoluzione II

Представленная в июне 1993 года вторая версия Delta HF Integrale Evolution имела обновленную версию двухлитрового 16-клапанного турбодвигателя с большей мощностью, а также трехходовой катализатор и лямбда-зонд. Была установлена интегрированная система управления двигателем Marelli с тактовой частотой 8 МГц, включающая:
- Последовательный многоточечный впрыск по времени.
- Саморегулирующееся время впрыска.
- Автоматический контроль холостого хода.
- Защита двигателя в зависимости от температуры всасываемого воздуха.
- Настроенное зажигание с двумя катушками с двойным выходом.
- Трехходовой катализатор и предварительный катализатор с лямбда-зондом (кислородным датчиком) на выпускном звене турбины.
- Противоиспарительная система с воздухопроводом для промывки канистр, оптимизированная для турбодвигателя.
- Новый турбокомпрессор Garrett: с водяным охлаждением и управлением наддувом, т.е. наддув контролируется по обратной связи от центрального блока управления на основе оборотов/угла дроссельной заслонки.
- Контроль детонации с помощью датчика блокировки двигателя и нового программного обеспечения для обработки сигналов для опережения зажигания, количества впрыскиваемого топлива и турбонаддува.

Двигатель развивал мощность 215 л.с. DIN (против 210 л.с. на более ранней некаталитической версии) и максимальный крутящий момент 314 Нм.
Integrale 1993 года претерпел косметическую и функциональную реконструкцию, которая включала:
- Новые 16-дюймовые легкосплавные диски с шинами 205/45 ZR 16.
- Молдинг крыши в цвет кузова, подчеркивающий соединение крыши с окнами Solar Control.
- Алюминиевая крышка бензобака и воздухозаборные решетки на передних крыльях.
- Головка блока цилиндров, окрашенная в красный цвет
- Новое трехспицевое рулевое колесо MOMO, обтянутое кожей.
- Стандартные спортивные сиденья Recaro с высокой спинкой.

Поскольку ABS, противотуманные фары и сиденья Recaro теперь входили в стандартную комплектацию всех рынков, единственной дополнительной опцией был кондиционер. Выбор окраски был сокращен до трех однотонных цветов: bianco (белый), rosso Monza (красный) и blu Lancia (темно-синий). Внутренняя обивка всегда выполнялась из бежевой алькантары с диагональной строчкой по центру сидений и дверным панелям. Дополнительные комбинации цветов и отделки были доступны в ряде ограниченных выпусков.

#### Лимитированные серии и издания
- Martini 5 (Evo) (1992)
- Club Italia (Evo) (1992)
- "Verde York" (Evo) (1992)
- Martini 6 (Evo) (1992)
- "Giallo Ginestra" (Evo 2) (1993)
- "Bianco Perlato" (Evo 2) (1993)
- "Blu Lagos" (Evo 2) (1994)
- Club Hi.Fi. (Evo 2) (1994)
- Dealers collection (Evo 2) (1994)
- Edizione finale (Evo 2) (1994)

Заметной уникальной моделью была Lancia Delta Spider Integrale, двухдверный кабриолет, построенный для президента Fiat Джанни Аньелли.
После завершения производства в 1994 году Бруно Маджора пытался убедить Lancia продолжить развитие Delta, выпустив третью эволюцию, которая была реализована в Delta HF Integrale «Viola», единственном автомобиле «Evo 3», названном в честь его интенсивного фиолетового цвета. Концепт оснащен новой системой впрыска, ЭБУ IAW P8 и увеличенным наддувом турбонагнетателя Garrett T3, что увеличивает мощность с 215 л.с. до 237 л.с. при 6000 об/мин и крутящий момент 320 Нм. Он также оснащен дифференциалом повышенного трения GKN, новым сцеплением межосевого дифференциала, коробкой переключения передач и модернизированными пружинами и амортизаторами.
В 2018 году небольшой итальянский производитель кузовов Automobili Amos создал современную версию Delta Integrale, получившую название Delta Futurista. Мощность достигала 330 л.с., а сама машина весила 1250 кг. Кроме того, были удалены задние двери, и автомобиль стал трехдверным. Было выпущено всего 20 экземпляров, каждый стоимостью 270 000 фунтов стерлингов.

В 2021 году было объявлено, что команда GCK Motorsport, выступающая на чемпионате мира по ралли-кроссу FIA, собирается возродить Lancia Delta как современный электрический гоночный автомобиль для чемпионата мира по ралли-кроссу FIA 2022 года. Автомобиль должен был быть основан на модернизированной дорожной электрической версии модели под названием Lancia Delta Evo-e RX. Автомобиль дебютировал на финальном этапе сезона. В сезоне 2023 года GCK Motorsport обязалась использовать машину в чемпионате до 2025 года. Однако обе машины были уничтожены в результате пожара 21 июля 2023 года.

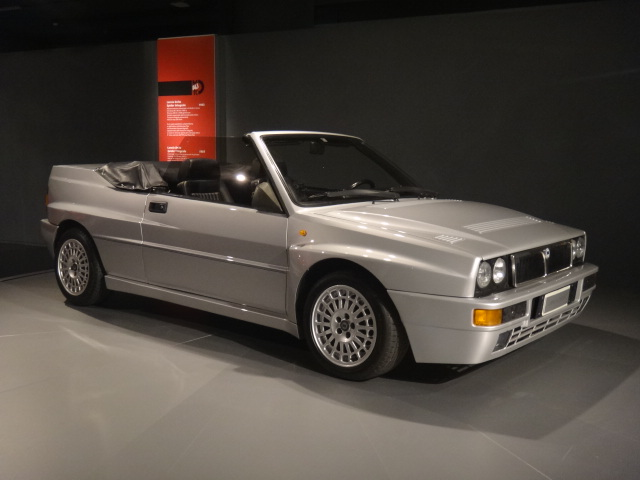
Единственный экземпляр Delta Spider Integrale Джанни Аньелли на выставке в Museo Nazionale dell'Automobile
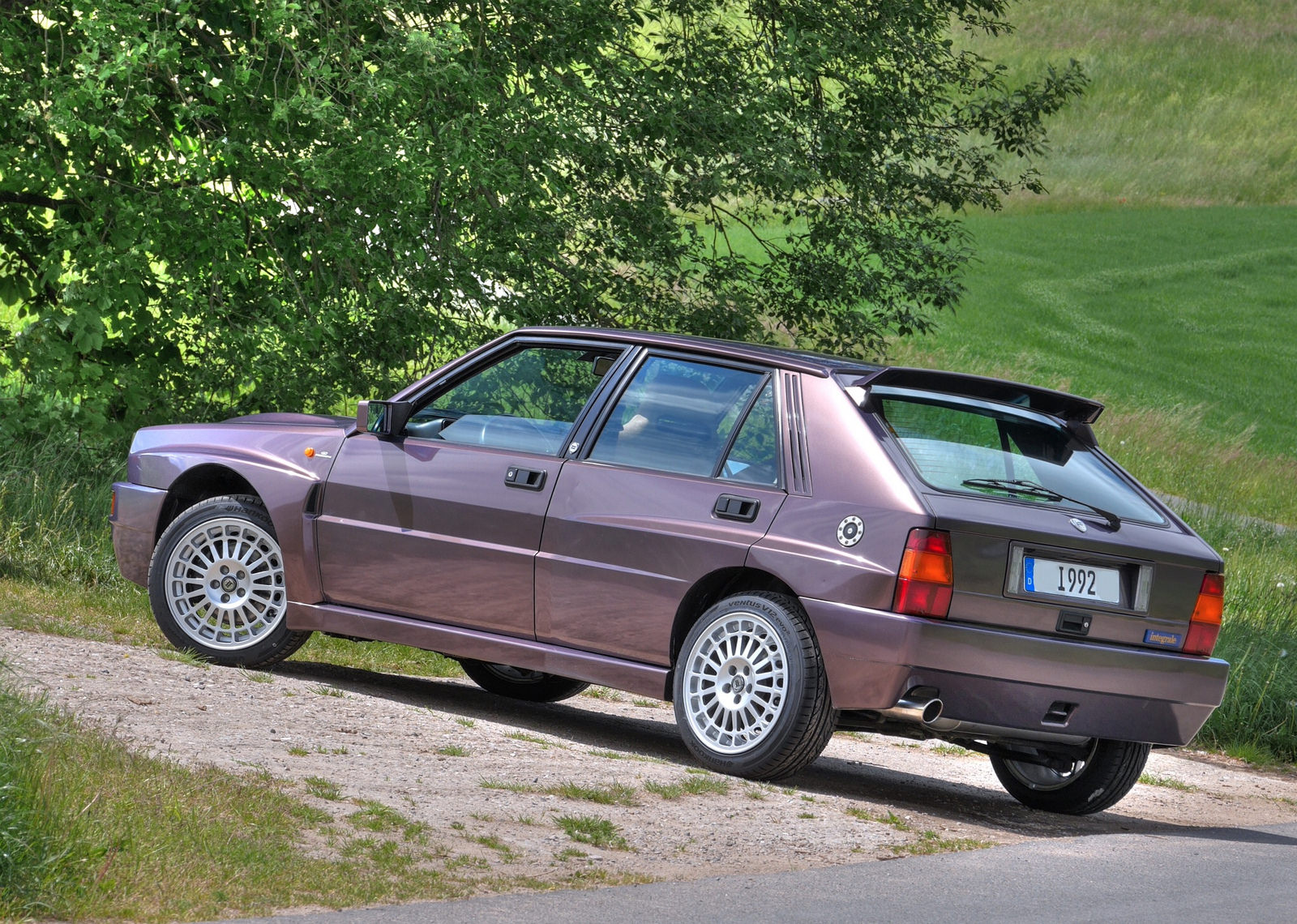
Lancia Delta "Evo 3" Viola в единственном экземпляре
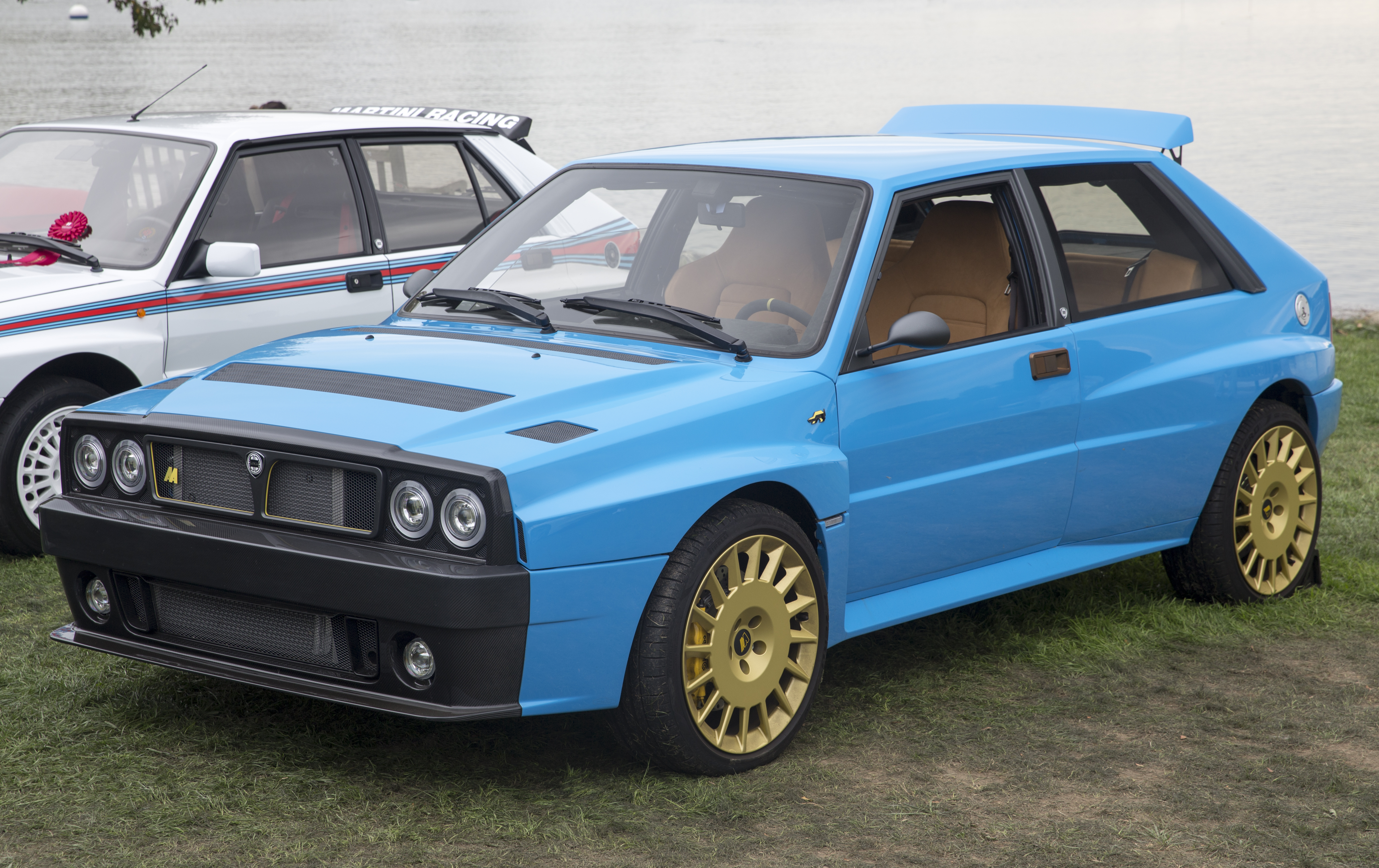
Delta Futurista от Automobili Amos

### Производительность
Характеристики моделей первого поколения:
| Модель                  | Год  | Объем    | Объем         | Мощность | Мощность | Мощность | Разгон    | Крутящий момент | Крутящий момент | Крутящий момент | Максимальная скорость | Максимальная скорость |
| ----------------------- | ---- | -------- | ------------- | -------- | -------- | -------- | --------- | --------------- | --------------- | --------------- | --------------------- | --------------------- |
|                         |      | Кубатура | Рабочий объём | л.c      | кВт      | об/мин   | 0-100км/ч | об/мин          | Н.м             | Фунт-сила-фут   | км/ч                  | миль/ч                |
| 1.1 (Только для Греции) |      | 1,116    | 68.1          | 63       | 47       | 5800     | —         | 3500            | 85              | 63              | —                     | —                     |
| 1.3                     |      | 1,301    | 79.4          | 74       | 55       | 5800     | 15.0      | 3500            | 105             | 77              | 160                   | 99                    |
| 1.5                     |      | 1,498    | 91.4          | 84       | 63       | 5800     | 12.5      | 3500            | 123             | 91              | 161                   | 100                   |
| 1.6 GT                  |      | 1,585    | 96.7          | 104      | 77       | 5800     | 10.0      | 3300            | 136             | 100             | 180                   | 112                   |
| 1.6 GT.i.e              |      | 1,585    | 96.7          | 107      | 79       | 5900     | 9.8       | 3500            | 137             | 101             | +185                  | 115                   |
| 1.6 HF Turbo            | 1983 | 1,585    | 96.7          | 128      | 96       | 5600     | —         | 3700            | 191             | 141             | 195                   | 121                   |
| 1.6 HF Turbo            | 1985 | 1,585    | 96.7          | 138      | 103      | 5500     | 8.7       | 3500            | 191             | 141             | 203                   | 126                   |
| HF4WD                   | 1986 | 1,995    | 121.7         | 163      | 121      | 5500     | 7.8       | 2750            | 285             | 210             | 208                   | 129                   |
| HF Integrale 8V         | 1987 | 1,995    | 121.7         | 182      | 136      | 5300     | 6.6       | 2500            | 304             | 224             | 215                   | 134                   |
| HF Integrale 16V        | 1989 | 1,995    | 121.7         | 197      | 147      | 5500     | 5.7       | 3000            | 298             | 220             | 220                   | 137                   |
| HF Integrale "Evo 1"    | 1991 | 1,995    | 121.7         | 207      | 154      | 5750     | 5.7       | 3500            | 298             | 220             | 220                   | 137                   |
| HF Integrale "Evo 2"    | 1993 | 1,995    | 121.7         | 212      | 178      | 5750     | 5.7       | 2500            | 314             | 232             | 220                   | 137                   |
| 1.9 TD                  |      | 1,929    | 117.7         | 79       | 59       | 4200     | 13.8      | 2400            | 172             | 127             | 170                   | 106                   |

### Автоспорт
Lancia Delta - один из самых успешных раллийных автомобилей за всю историю: в период с 1987 по 1992 год она шесть раз выигрывала чемпионат мира по ралли среди производителей. После упразднения группы B Lancia была вынуждена, как и все другие производители, конкурировать с автомобилями группы A. Таким образом, Delta HF4WD была введена в эксплуатацию в сезоне 1987 года. Несмотря на некоторые недостатки, он был более пригоден для ралли, чем его соперники, и легко выиграл чемпионат 1987 года. Доминирование Delta помогло ей, по крайней мере, на итальянском рынке, где рост продаж на 42% в первой половине 1987 года был напрямую связан с ее успехами в ралли.

В 1988 году начали появляться конкуренты, в ответ на которые Lancia выпустила сначала Delta Integrale, а затем в 1989 году Integrale 16V, который оставался конкурентоспособным до 1991 года и принес команде еще четыре чемпионата мира. Evoluzione Delta была представлена в 1992 году и выиграла чемпионат рекордный шестой год подряд, прежде чем Lancia ушла из спорта в конце неудачного сезона 1993 года. Пилоты Lancia выигрывали титулы пилотов в 1987, 1988, 1989 и 1991 годах. Четыре модификации Delta выиграли вместе 46 чемпионатов мира, а их серия из шести чемпионатов производителей подряд остается мировым рекордом.

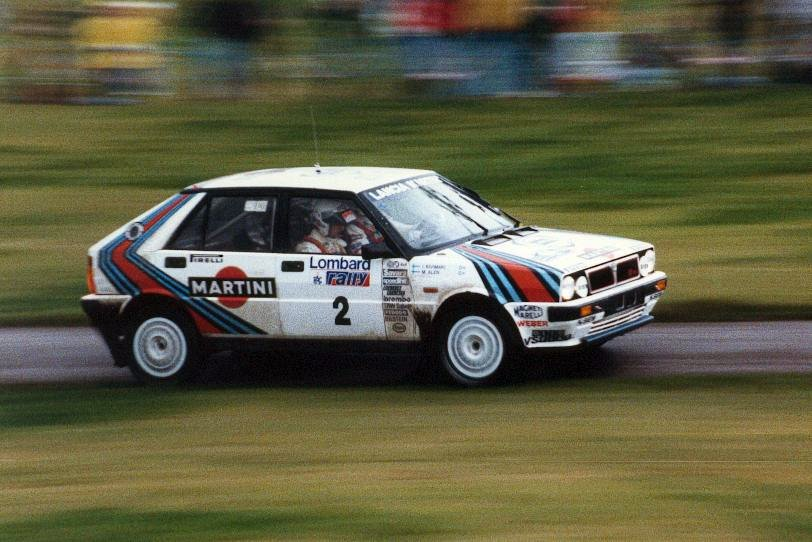
Маркку Ален на ралли RAC 1987 года
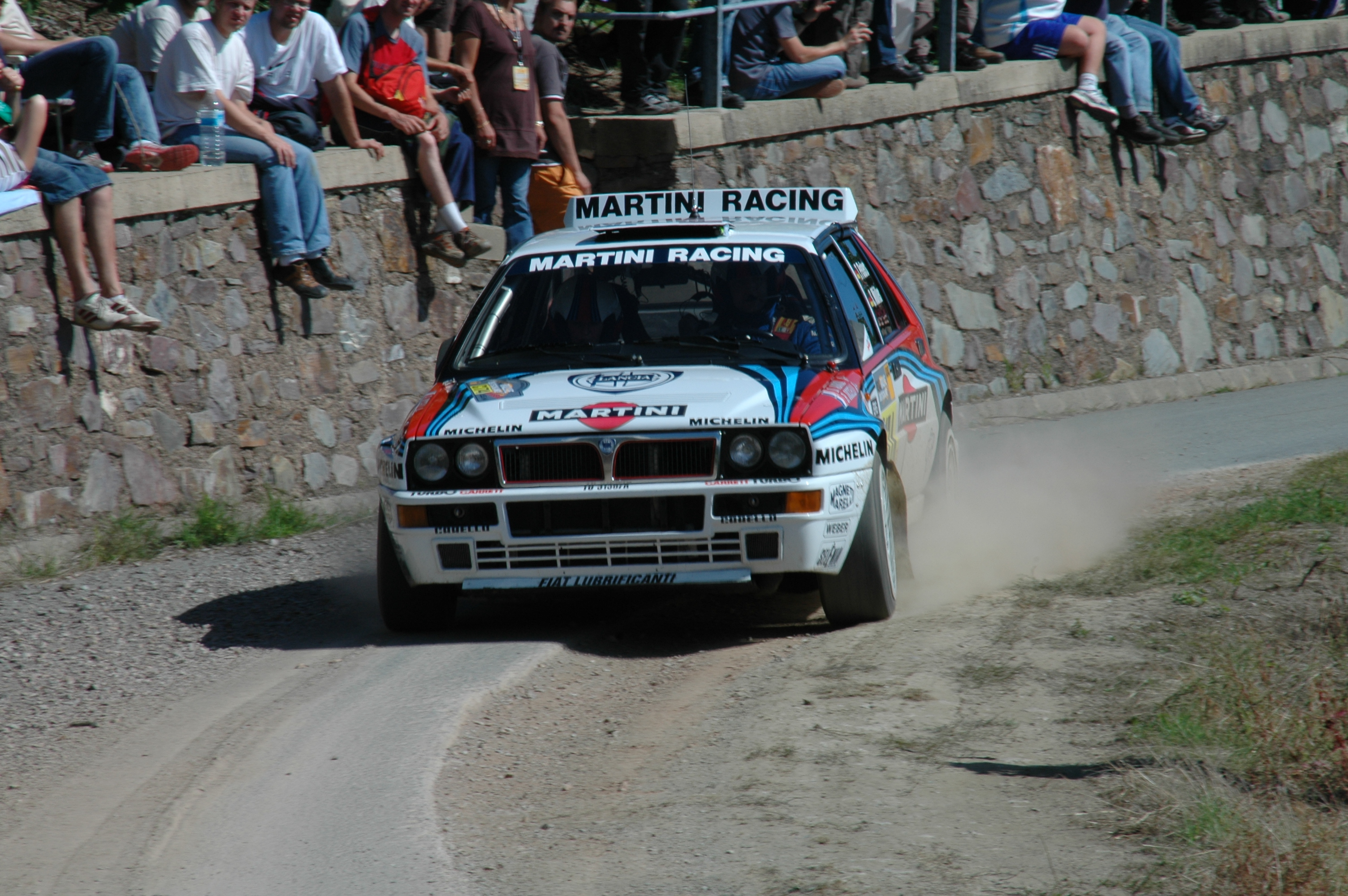
Lancia Delta HF integrale - 2007 Rallye Deutschland
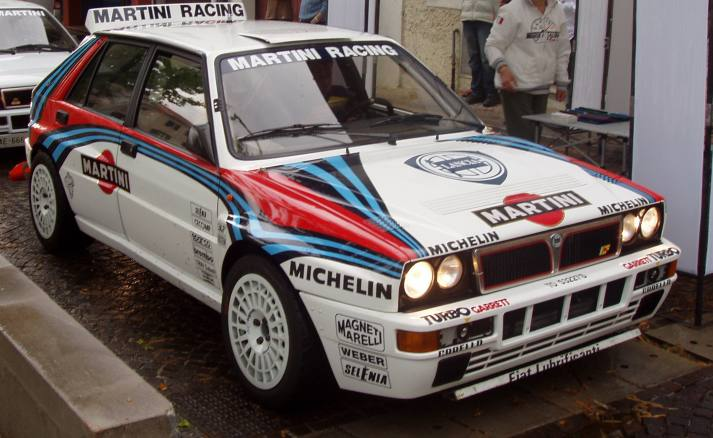
Lancia Delta HF integrale Evoluzione

### Saab-Lancia 600

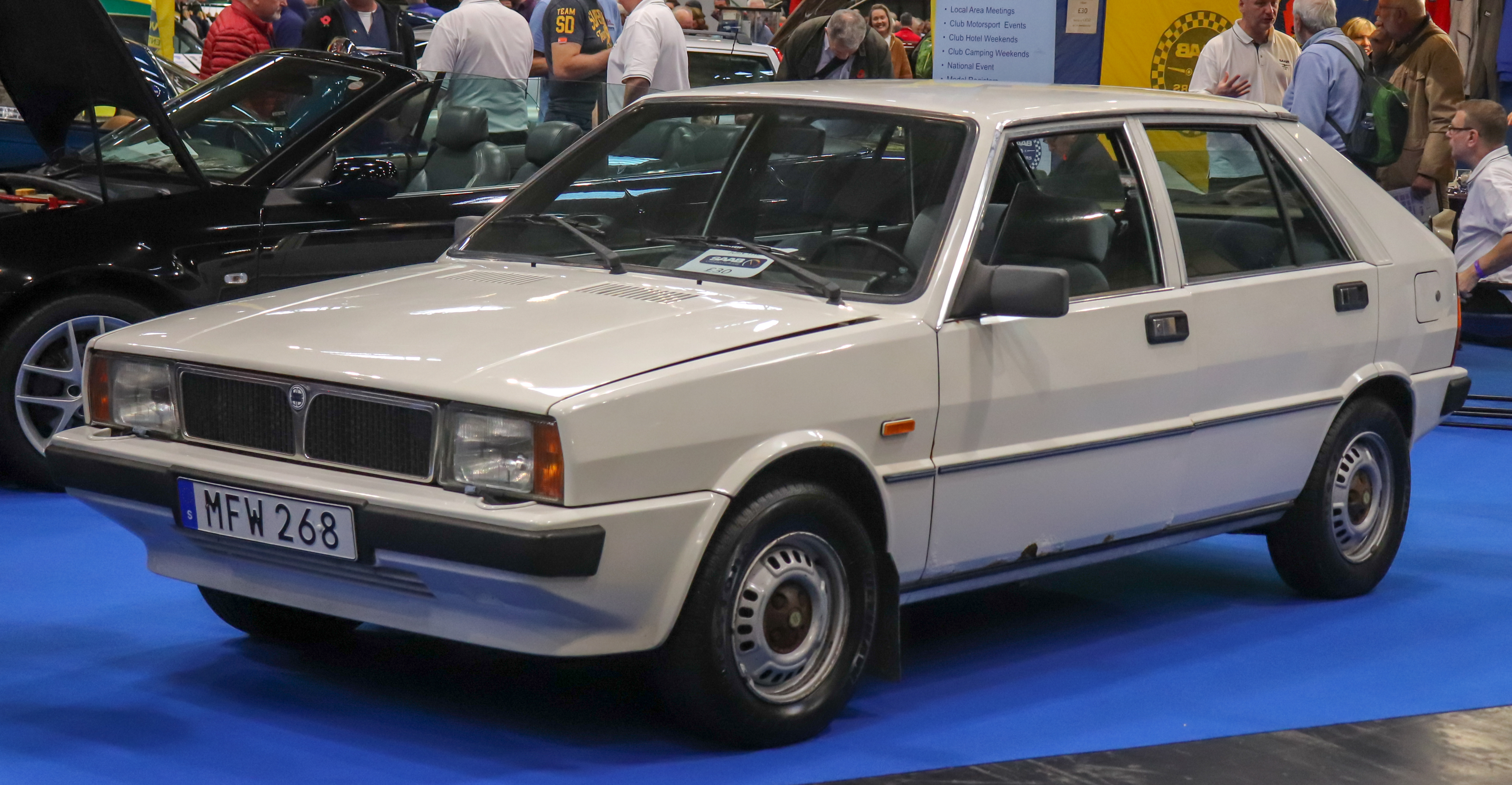
1981 SAAB-Lancia 600

Saab-Lancia 600 — это Lancia Delta под новым брендом, продаваемая Saab в Северной Европе после сделки с Lancia.
Сделка была частью сотрудничества 1980-х годов между шведским производителем автомобилей Saab и итальянской группой Fiat, в которую помимо Fiat входят Lancia и Alfa Romeo. Результатом партнерства также стал проект Type 4, который предоставил общие платформы для Saab 9000, Lancia Thema, Fiat Croma и Alfa Romeo 164.
Модель 600 была разработана потому, что у Saab не было финансов для поддержки производства совершенно новых моделей, и она обратилась к другим компаниям, чтобы заменить компактную модель 96 в своей линейке.
Первые годы она продавалась как GLS и эксклюзив GLE, но из-за плохих продаж из-за высокой цены GLE-модель просуществовала недолго. Модель 600 предлагалась только с 1,5-литровым двигателем мощностью 85 л.с., соединенным с пятиступенчатой механической коробкой передач.
Saab-Lancia 600 был разработан Джорджетто Джуджаро и, как и другие модели компании, представлял собой передний привод и хэтчбек с раллийным прошлым. Версия Saab-Lancia 600 продавалась только в Швеции, Финляндии и Норвегии. Последние автомобили были проданы в начале 1987 года; Затем Saab прекратил импорт Lancia в Швецию, и с 1 января 1988 года его место занял местный импортер Fiat.
Из-за суровых погодных условий Северной Европы компания Saab разработала собственный отопитель, одну из немногих незначительных модификаций конструкции Lancia. Модель 600 также получила предварительный подогрев всасываемого воздуха с термостатическим управлением и полуавтоматический дроссель.
Машина на сегодняшний день очень редкая. В 2012 году из 6419 автомобилей Saab-Lancia, выпущенных для шведского рынка, уцелело только 159 и только 12 находились в эксплуатации.

### Lancia Hyena
Lancia Hyena — двухдверное купе, выпускавшееся в небольшом количестве итальянским производителем кузовов Zagato на базе Delta HF Integrale «Evoluzione».
Hyena появилась на свет по инициативе голландского реставратора и коллекционера классических автомобилей Пола В.Дж. Кут, который хотел иметь версию купе HF Integrale в качестве дорожного автомобиля. Он обратился к Zagato, где в 1990 году Марко Педрачини спроектировал Hyena. Первая стильная модель была представлена на автосалоне в Брюсселе в январе 1992 года. Первый прототип был показан на автосалоне в Париже в октябре 1993 года.
После брюссельской выставки Кут получил заказ на 10 машин для рынка Японии и 3 машины для рынка ЕС, причем продажи едва начались. Таким образом, было принято решение запустить ограниченное производство Hyena на заводе Zagato. Fiat одобрил это, но стали очевидны большие бюрократические барьеры на пути к поставке голых интегральных шасси HF. Это грозило задержать реализацию всего проекта на годы или даже сделать его невозможным. Поэтому Кут решил производить Hyena из полностью готовых HF интегралов, купленных в то время у официального голландского импортера Lancia LANIM. Lusso Service Holland компании Koot позаботилась о закупке и разборке автомобилей-доноров в Нидерландах; Затем их отправили в Zagato в Милане для изготовления нового кузова и окончательной сборки. Все это сделало производство Hyena дорогим, и они были проданы примерно за 140 000 швейцарских франков или 100 000 долларов.
Первоначально планировалось произвести 75 экземпляров, но в период с 1992 по 1995 год было выпущено только 24 экземпляра Hyena.

### История

#### Спецификация
В кузове Zagato использовались алюминиевые сплавы вместо более легкой стальной конструкции, а также композитные материалы для дверей, внешних порогов и бамперов. Жесткость новой комбинации платформа/конструкция была улучшена на 50% по сравнению со стандартной конструкцией Delta Integrale. В интерьере появились новые приборные панели, консоли и дверные карты, полностью изготовленные из углеродного волокна производства компании MOC во Франции. Благодаря этим мерам по снижению веса Hyena стала на 150 кг (330 фунтов) легче оригинального HF Integrale, что составляет около 15% от ее общего веса. Мощность двухлитрового турбодвигателя была модернизирована с 205 до 250 л.с., а автомобиль мог разгоняться с 0 до 100 км/ч (62 миль в час) за 5,4 секунды.

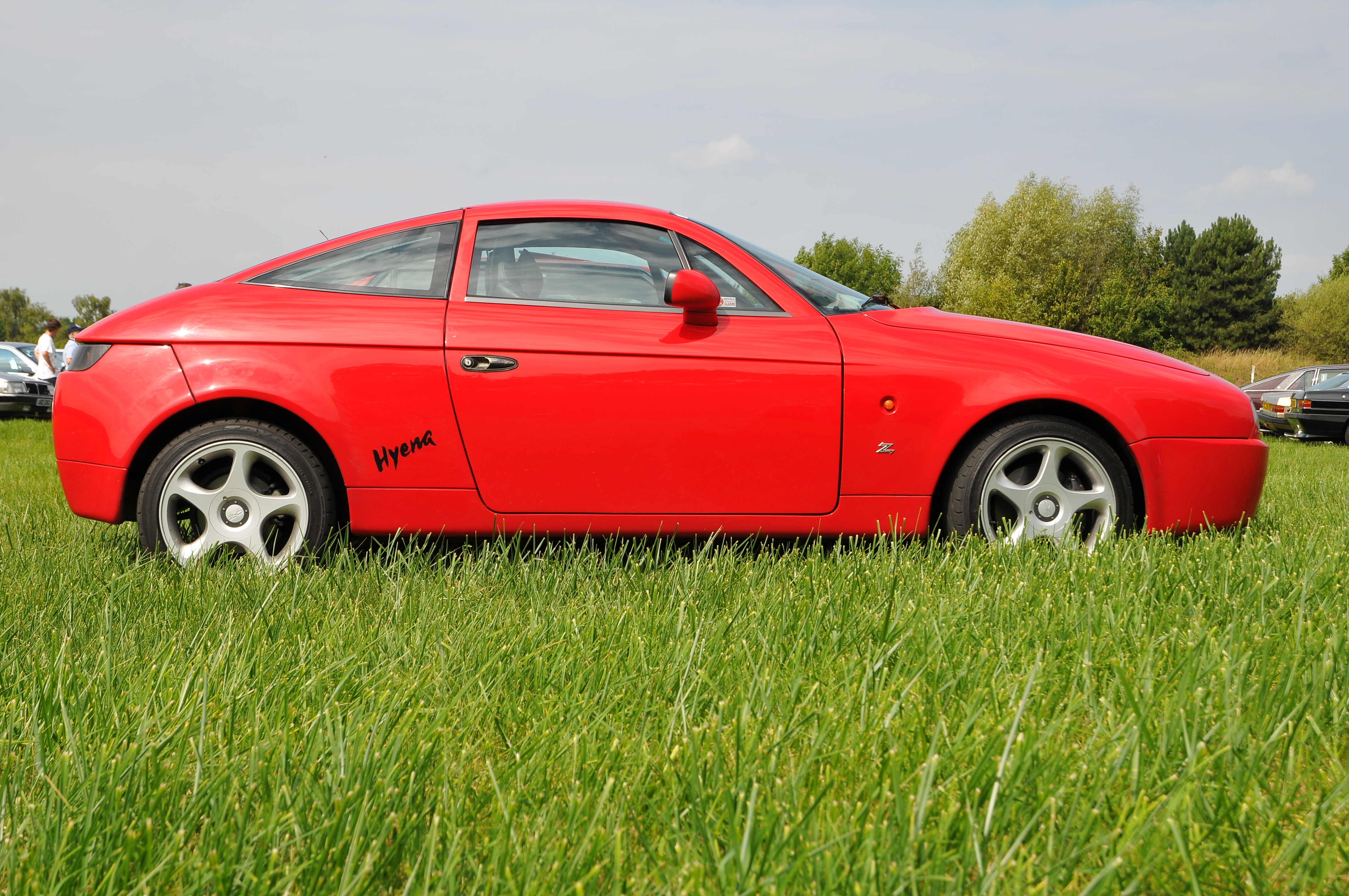
Lancia Hyena, вид сбоку
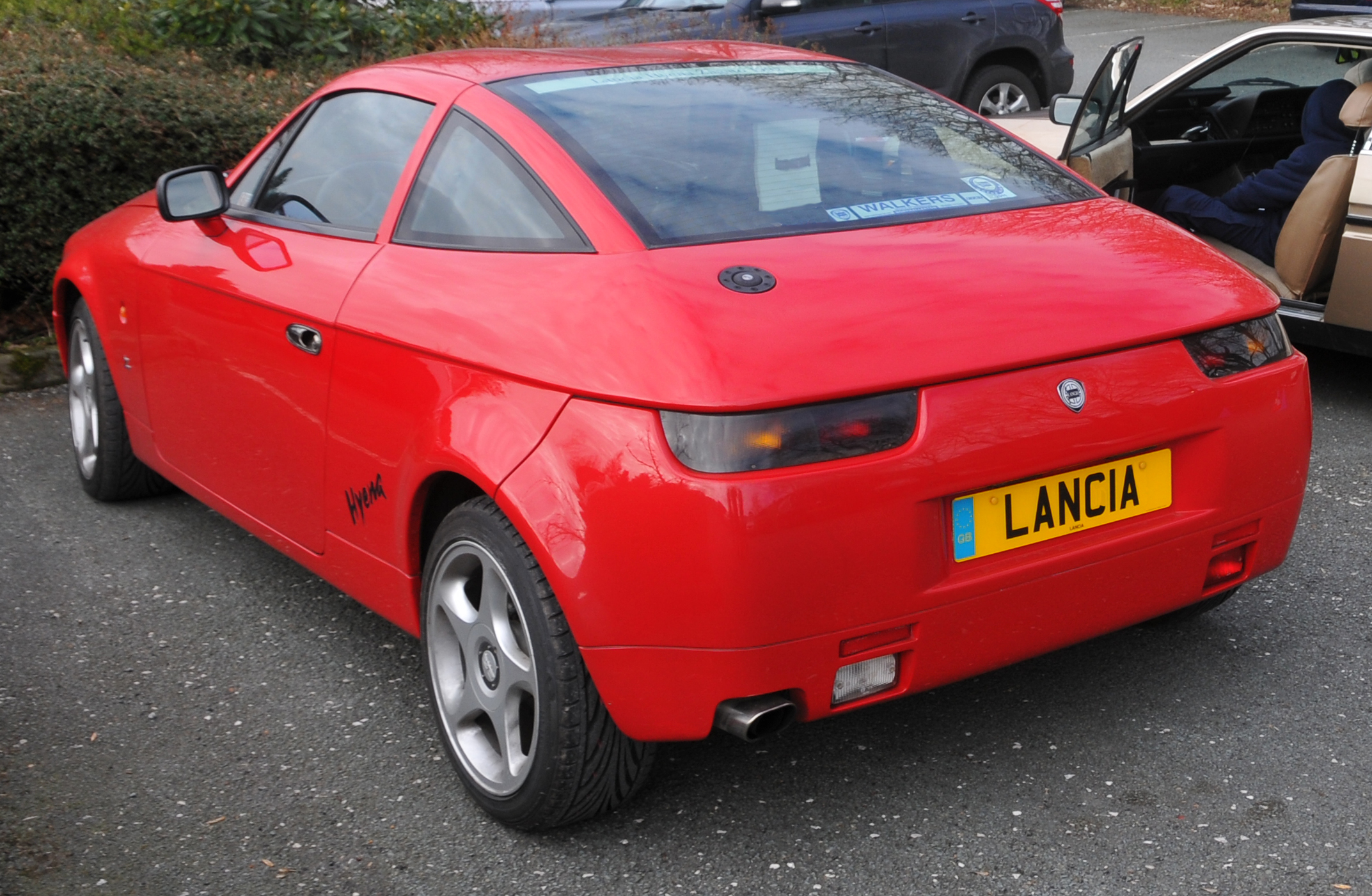
Lancia Hyena, вид сзади
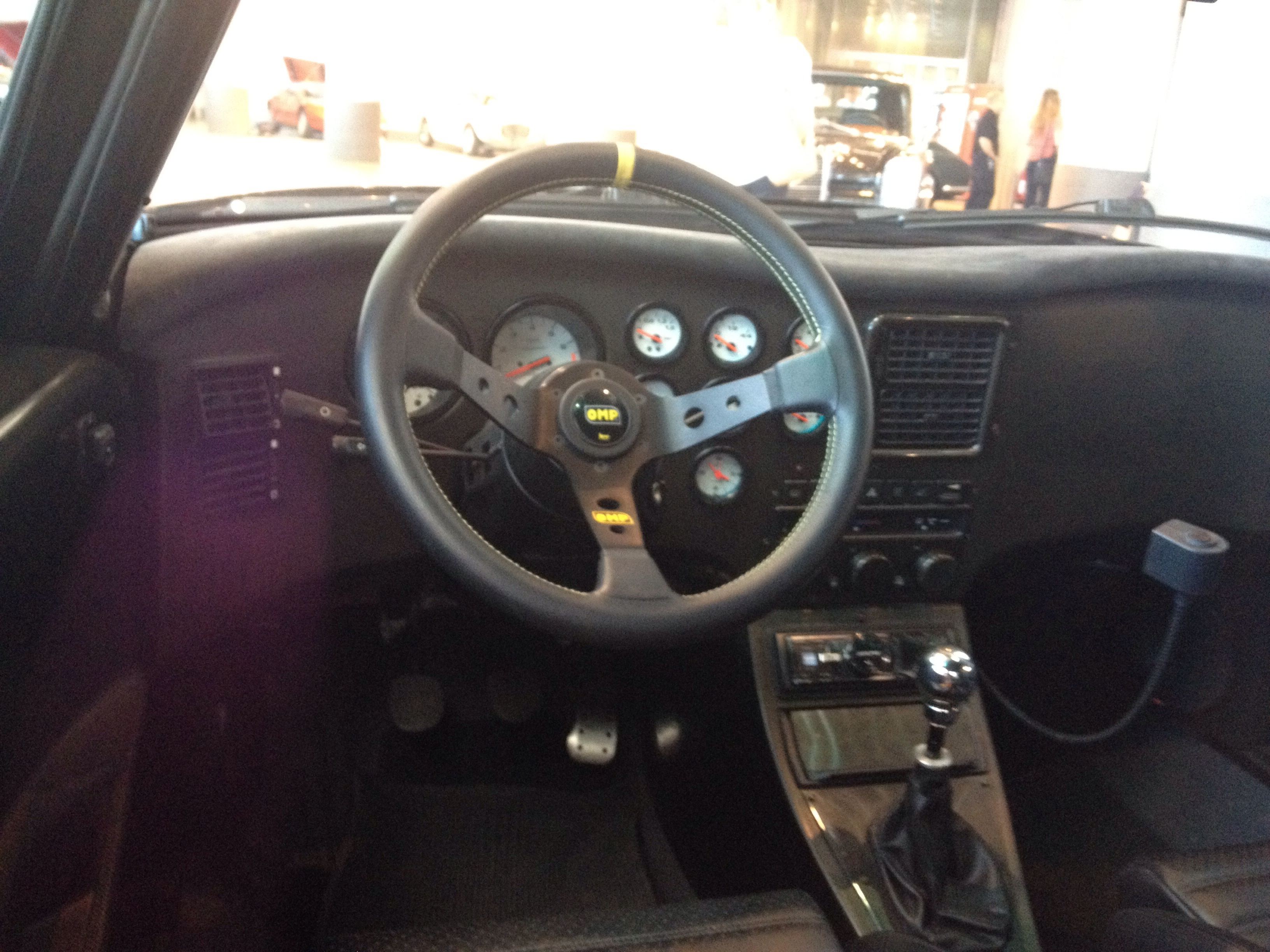
Lancia Hyena, внутри

### Концепт-кары

#### Italdesign Orca
Orca — концепт-кар с аэродинамическим пятидверным кузовом фастбэк от Italdesign Giugiaro, представленный на Туринском автосалоне в апреле 1982 года; он был основан на платформе Delta, с двигателем с турбонаддувом и полным приводом, который можно было отключить на скорости. Целью концепции было объединить высокоаэродинамическую форму (коэффициент аэродинамического сопротивления Cd=0,245) с выдающимся пассажирским салоном для своего размера.

#### Lancia HIT
Lancia HIT (расшифровывается как «высокие итальянские технологии») — концепт-кар с кузовом купе 2+2 от компании Pininfarina, представленный на Туринском автосалоне в апреле 1988 года. Он был основан на механике Delta HF Integrale и имел корпус из сэндвич-панелей из углеродного волокна, склеенных холодным способом.

## Второе поколение (1993)
Преемник оригинальной Delta, «Nuova Delta» (Тип 836), которую Lancia всегда называла Lancia δ со строчной греческой буквой, был представлен в 1993 году и производился до 1999 года. Он был разработан туринским дизайнерским бюро. и инженерная студия IDE.A Institute во главе дизайнера Эрколе Спада. Основанный на платформе «второго типа» Fiat Tipo, Nuova Delta был ориентирован на клиентов, заинтересованных в комфорте и удобстве. Несмотря на то, что предлагались переднеприводные варианты исполнения HF мощностью до 193 л.с., полноприводные модели Delta второго поколения не производились.

### История
Delta первого поколения получила вторую жизнь благодаря своим успехам в ралли, но к 1990-м годам ей исполнилось более десяти лет, и она подлежала замене; его четырехдверный седан Prisma уже был заменен Lancia Dedra. Работы по разработке и оснащению Tипа 836 Delta продолжались пять лет и, согласно заявлению генерального директора Fiat Паоло Кантареллы, потребовали инвестиций в размере 700 миллиардов лир. Прогнозируемый объем продаж составлял 60 000 в год, половина из которых - экспорт.

#### Запуск
Мировая премьера Delta второго поколения состоялась на Женевском автосалоне в марте 1993 года одновременно с премьерой финального HF Integrale «Evo 2». Продажи начались в мае. Первоначально Nuova Delta предлагалась с тремя двигателями и мощностью от 76 до 142 л.с. 1,6-литровый SOHC начального уровня и два рядных четырехцилиндровых двигателя DOHC с двойными балансирными валами Lancia, вращающимися навстречу друг другу. восьмиклапанный 1,8 л и 16-клапанный 2,0 л. Уровней комплектации было три: базовая и LE для 1,6 и 1,8, базовая и более богатая LS для двухлитровых моделей. Более спортивный 2.0 HF также был представлен в Женеве и поступил в продажу в сентябре; он использовал версию 16-клапанного двигателя объемом 2,0 л, оснащенного турбонагнетателем Garrett T3 и промежуточным охладителем, мощностью 186 л.с. Механические изменения по сравнению с другими Deltas включали увеличенные шины 205/50, более жесткую подвеску, стандартную четырехходовую ABS, дифференциал повышенного трения с вискомуфтой Viscodrive и, в комплектации HF LS, амортизаторы с электронной регулировкой и двумя настройками. Визуально HF Turbo отличался решеткой радиатора с металлической окантовкой и желтым значком HF, более спортивным передним бампером, дополняющим более широкие на 2,8 см (1,1 дюйма) передние крылья, черными боковыми юбками, особыми 15-дюймовыми легкосплавными дисками с семью спицами и спойлер у основания заднего стекла. Дисковые тормоза большего размера и дополнительные спортивные сиденья Recaro из алькантары использовались совместно с 2.0 LS. Примерно через год после запуска, в июне 1994 года, в модельный ряд был добавлен турбодизельный вариант 1.9 Turbo DS; он был оснащен обычным двигателем SOHC объемом 1929 куб.см и мощностью 90 л.с. Turbo DS получил расширенные крылья и бампер от HF и был доступен в базовой комплектации и комплектации LE. Представленный месяц спустя и поступивший в продажу осенью, Delta 2.0 GT сочетал в себе двухлитровый атмосферный двигатель с внешним видом HF — расширенными крыльями, бампером и спойлером.

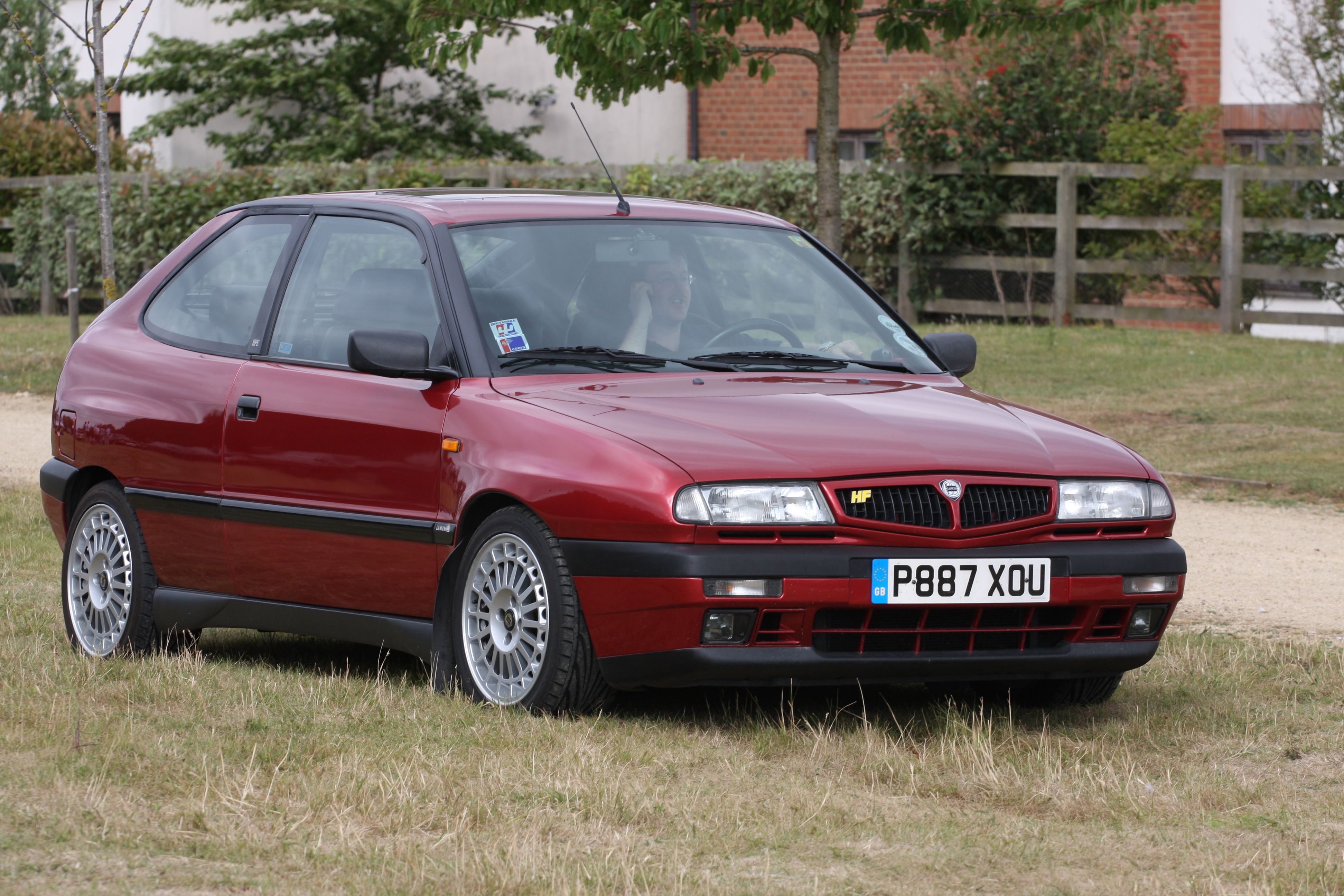
1996–1997 Lancia δ HPE 2.0 HF

#### HPE
Несмотря на слухи о трехдверном варианте с 1991 года, до 1995 года предлагался только пятидверный кузов хэтчбек. На Женевском автосалоне 1995 года был представлен трехдверный автомобиль, получивший название HPE — наименование, которое ранее использовалось для варианта Shooting Brake Lancia Beta и означало «высокопроизводительный руководитель». Сначала HPE был доступен только с тремя топовыми двигателями: 2.0 16V, 1.9 турбодизель и 2.0 16V турбо в исполнении HF. Трехдверный кузов имел полностью измененные боковые части кузова, но сохранил крышу и заднюю часть пятидверной модели; Расширения задних колесных арок дополняли широкие передние крылья и бампер, заимствованные из HF, которые есть на всех версиях HPE. Это означало, что HPE был примерно на 6 см (2,4 дюйма) шире стандартной Delta, в то время как все остальные внешние размеры остались неизменными. Отличия от пятидверного стиля заключались в особых боковых юбках и решетке радиатора в цвет кузова, к которой HPE 2.0 HF добавил все элементы пятидверного HF, а также дополнительные воздухозаборники под фарами.

#### Изменения 1996 года
В начале 1996 года модельный ряд был обновлен. Были заменены все безнаддувные двигатели; 8-клапанные двигатели 1,6 и 1,8 на 16-клапанные, а производство 2,0 16V было прекращено в пользу 1,8 16V, оснащенного системой регулировки фаз газораспределения. Уровней отделки пятидверного автомобиля теперь было три: базовый LE, более богатый LX и GT, эксклюзивный для 1.8 V.V.T. двигатель. Трехдверный HF Turbo остался единственным предлагаемым, так как пятидверная версия была снята с производства. Помимо турбированных двигателей, HPE был доступен с двигателем 1,8 V.V.T. а также меньшие двигатели объемом 1,6 л; последний, HPE начального уровня, принял бампер и узкие передние крылья стандартной Delta. Были внесены незначительные изменения в дизайне, такие как легкосплавные диски и колпаки колес нового дизайна, хромированные вертикальные планки на решетке пятидверного автомобиля и корпуса зеркал в цвет кузова.

#### Изменения 1997 года

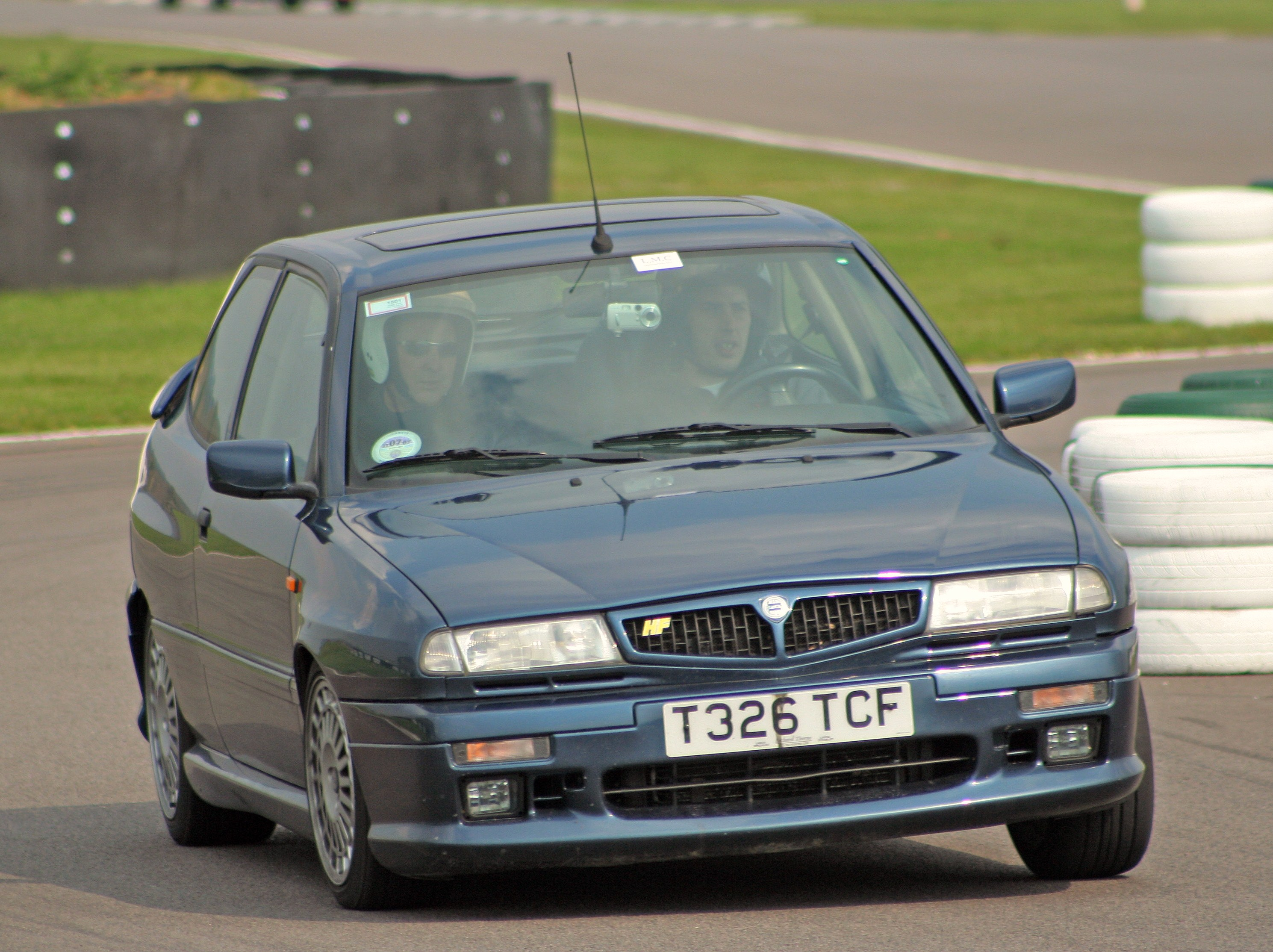
1997–1999 Lancia δ HPE 2.0 HF

Ноябрь 1997 года принес последние изменения в Delta. Обновленную гамму составили семь моделей: пятидверная и HPE с выбором 1.6, 1.8 V.V.T. или двигатели 1.9 TD (2.0 16V были сняты с производства) и обновленный 2.0 HF, опять же только в форме HPE. 5-дверная гамма была сокращена до одной комплектации LS. Большая часть пластиковых деталей экстерьера теперь была окрашена в цвет кузова, а именно бампер, боковые вставки и вставки на задней стойке. Все HPE носили расклешенные передние крылья. Обновленный HPE 2.0 HF был показан на автосалоне в Болонье в ноябре. Визуально он продолжил монохромную тему рестайлинговых автомобилей, а выразительности ему придали бамперы, боковые юбки и спойлер нового дизайна, а также 16-дюймовые легкосплавные диски Speedline Montecarlo с шинами 215/50; Внутри сиденья были обиты черной кожей с центрами из алькантары контрастного цвета. Механически он получил модернизированный двигатель мощностью 193 л.с., что позволило увеличить максимальную скорость на 5 км/ч.
Модель Delta была исключена из модельного ряда Lancia в 1999 году без какого-либо немедленного преемника после того, как было произведено почти 139 000 единиц. Родственный, но более успешный седан Dedra был одновременно заменен Lybra, компактным автомобилем представительского класса, не предлагаемым с кузовом хэтчбек.

### Спецификации

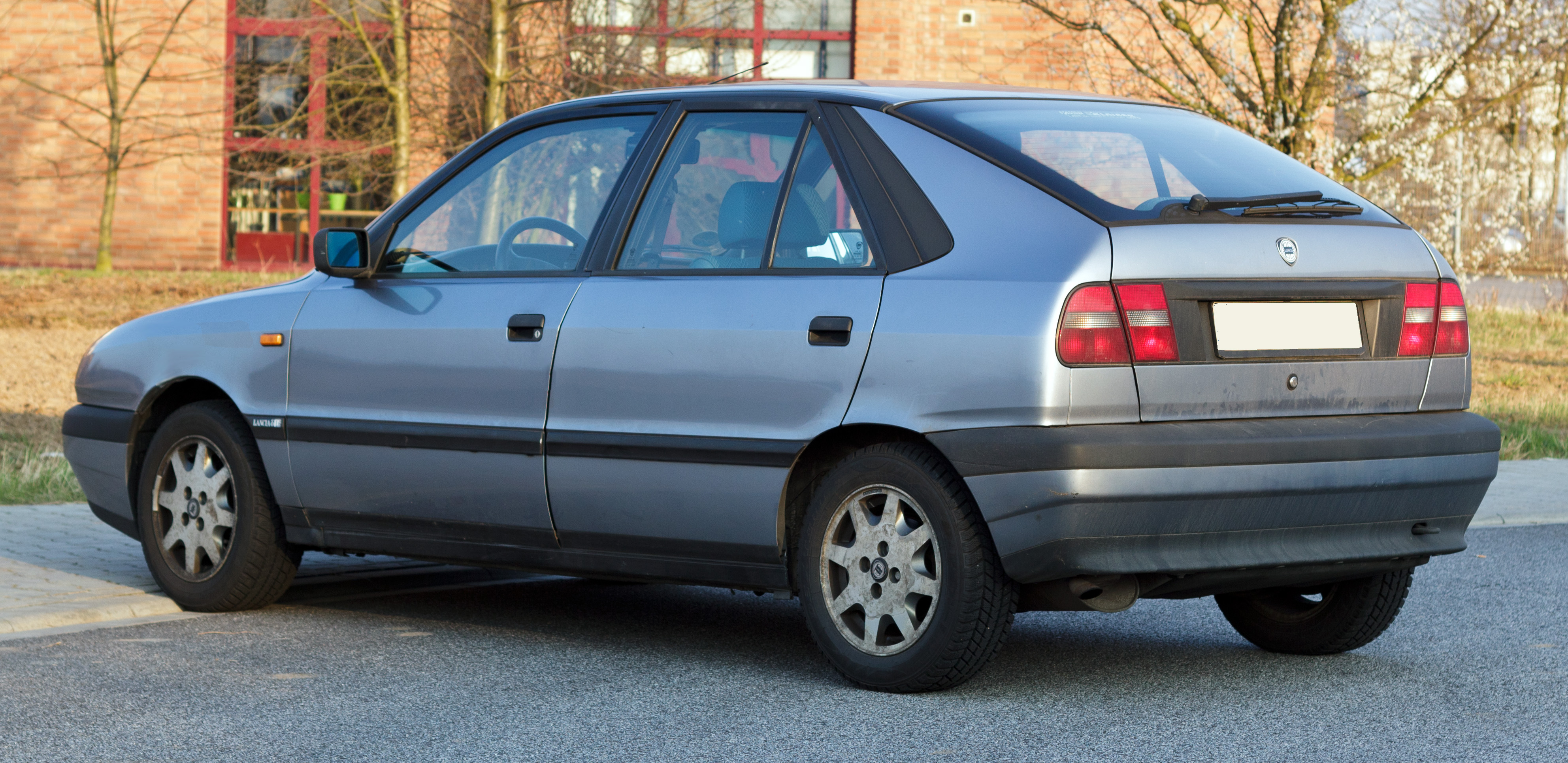
Задние три четверти ранней пятидверной модели

Основанный на архитектуре Fiat Tipo 2, Delta второго поколения отличался цельной стальной конструкцией, поперечным расположением двигателя и полностью независимой подвеской. Спереди они были типа стоек Макферсона - нижние рычаги соединены с тем же подрамником, который поддерживал трансмиссию, - с соосными винтовыми пружинами и телескопическими амортизаторами, а также стабилизатором поперечной устойчивости; сзади располагались продольные рычаги (также соединенные с кузовом подрамником), стабилизатор поперечной устойчивости, винтовые пружины и телескопические амортизаторы. Рулевое управление было реечным со стандартным гидроусилителем. Тормоза были дисковыми на всех четырех колесах, за исключением базовых автомобилей с двигателем 1,6, у которых сзади использовались барабаны. Все модели использовали пятиступенчатую коробку передач и были переднеприводными.

#### Двигатели
| Модель                                                | Год впуска | Компановка | Смещение | Клапанный механизм | Топливная и впускная системы            | Пиковая мощность (в л.с.) | Пиковый крутящий момент (в Н.м) |
| ----------------------------------------------------- | ---------- | ---------- | -------- | ------------------ | --------------------------------------- | ------------------------- | ------------------------------- |
| Бензиновые                                            |            |            |          |                    |                                         |                           |                                 |
| 1.6                                                   | 1993-1996  | I4         | 1,581 к  | SOHC 8V            | Monotronic SPI                          | 75 при 6,000 об/мин       | 124 при 3,000 об/мин            |
| 1.6 16V                                               | 1996-1999  | I4         | 1,581 к  | DOHC 16V           | Weber-Marelli IAW MPI                   | 103 при 5,750 об/мин      | 144 при 4,000 об/мин            |
| 1.8                                                   | 1993-1996  | I4, 2 БВ   | 1,756 к  | DOHC 8V            | Weber-Marelli IAW MPI                   | 103 при 6,000 об/мин      | 137 при 3,000 об/мин            |
| 1.8 16V*                                              | 1996-1997  | I4, 2 БВ   | 1,747 к  | DOHC 16V           | Weber-Marelli IAW MPI                   | 113 при 5,800 об/мин      | 154 при 4,400 об/мин            |
| 1.8 16V V.VT                                          | 1996-1999  | I4, 2 БВ   | 1,747 к  | DOHC 16V VVT       | Hitachi phased sequential EFI           | 130 при 6,300 об/мин      | 164 при 4,300 об/мин            |
| 2.0 16V                                               | 1993-1996  | I4, 2 БВ   | 1,995 к  | DOHC 16V           | Weber-Marelli IAW MPI                   | 139 при 6,000 об/мин      | 180 при 4,500 об/мин            |
| HF Turbo                                              | 1993-1996  | I4, 2 БВ   | 1,995 к  | DOHC 16V           | Weber-Marelli IAW MPI, турбо интеркулер | 186 при 5,750 об/мин      | 290 при 3,500 об/мин            |
| 2.0 HF**                                              | 1997-1999  | I4, 2 БВ   | 1,995 к  | DOHC 16V           | Weber-Marelli IAW MPI, турбо интеркулер | 193 при 5,500 об/мин      | 290 при 3,400 об/мин            |
| Дизельные                                             |            |            |          |                    |                                         |                           |                                 |
| 1.9 Turbo DS                                          | 1994-1996  | I4         | 1,929 к  | SOHC 8V            | Bosch ТНВД, турбо интеркулер            | 90 при 4,200 об/мин       | 186 при 2,500 об/мин            |
| 1.9 TD                                                | 1996-1999  | I4         | 1,929 к  | SOHC 8V            | Bosch ТНВД, турбо интеркулер            | 90 при 4,200 об/мин       | 186 при 2,500 об/мин            |
| Примечания: * Только 5-дверный вариант; ** Только HPE |            |            |          |                    |                                         |                           |                                 |

#### Производительность
| Модель                                    | 1.6       | 1.6 16V   | 1.8       | 1.8 16V   | 1.8 16V V.V.T | 2.0 16V   | HF Turbo  | 2.0 HF    | 1.9 TD    |
| ----------------------------------------- | --------- | --------- | --------- | --------- | ------------- | --------- | --------- | --------- | --------- |
| Максимальная скорость (в км/ч) (в миль/ч) | 172 (107) | 190 (118) | 185 (115) | 195 (121) | 200 (124)     | 206 (128) | 220 (137) | 225 (140) | 180 (112) |
| Разгон от 0-100 км/ч (в секундах)         | 13.8 с    | 11.0 с    | 11.8 с    | 10.3 с    | 9.4 с         | 9.6 с     | 7.5 с     | 7.5 с     | 12.0 с    |

## Третье поколение (2008)
В сентябре 2006 года Lancia объявила о возрождении названия Delta с новыми автомобилями, которые будут построены на платформе Fiat C.
Мировая премьера новой концепции HPE состоялась на 63-м Венецианском международном кинофестивале. Новая Lancia Delta (Тип 844) была представлена на Женевском автосалоне 2008 года.
Бренд Lancia был вновь представлен на рынках Скандинавии, России и Турции в 2007 году. Новая Delta также предназначалась для предполагаемого возвращения Lancia на рынок Великобритании в 2009 году. Однако из-за экономического спада планы были отложены до тех пор, пока Fiat не купил Chrysler. Поскольку автомобиль уже был спроектирован для праворульного управления, в 2010 году было принято решение о выпуске в Великобританию и Ирландию как новой Delta, так и Lancia Ypsilon, переименованных в Chrysler, и продаваться через дилерскую сеть Chrysler в Великобритании.
На Североамериканском международном автосалоне 2010 года версия Delta под брендом Chrysler была представлена как концепт-кар для потенциального выпуска в Северной Америке.

Дельта не только является историческим названием из прошлого Lancia, но и на этот раз Lancia интерпретировала его как математический символ, обозначающий изменения, различия и эволюцию. Этот автомобиль, разработанный Lancia Style Centre, предназначался для сегмента роскошных небольших семейных автомобилей. Длина Delta составляет 4,52 м (178,0 дюйма), ширина 1,797 м и высота 1,499 м, а колесная база составляет 2700 мм, что на 100 мм больше, чем у Fiat Bravo. У него пять дверей, и его можно считать хэтчбеком или универсалом.

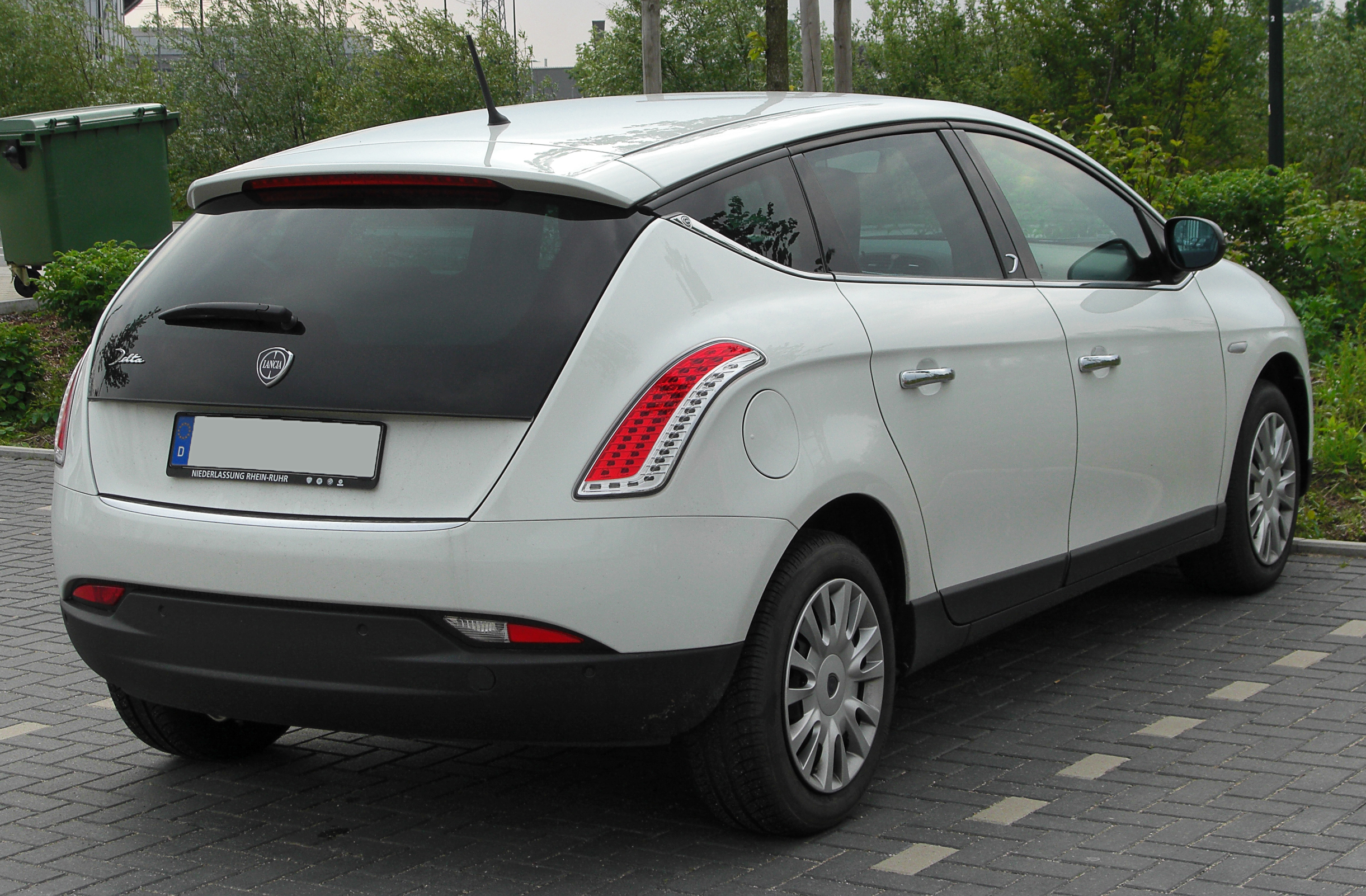
Стиль сзади
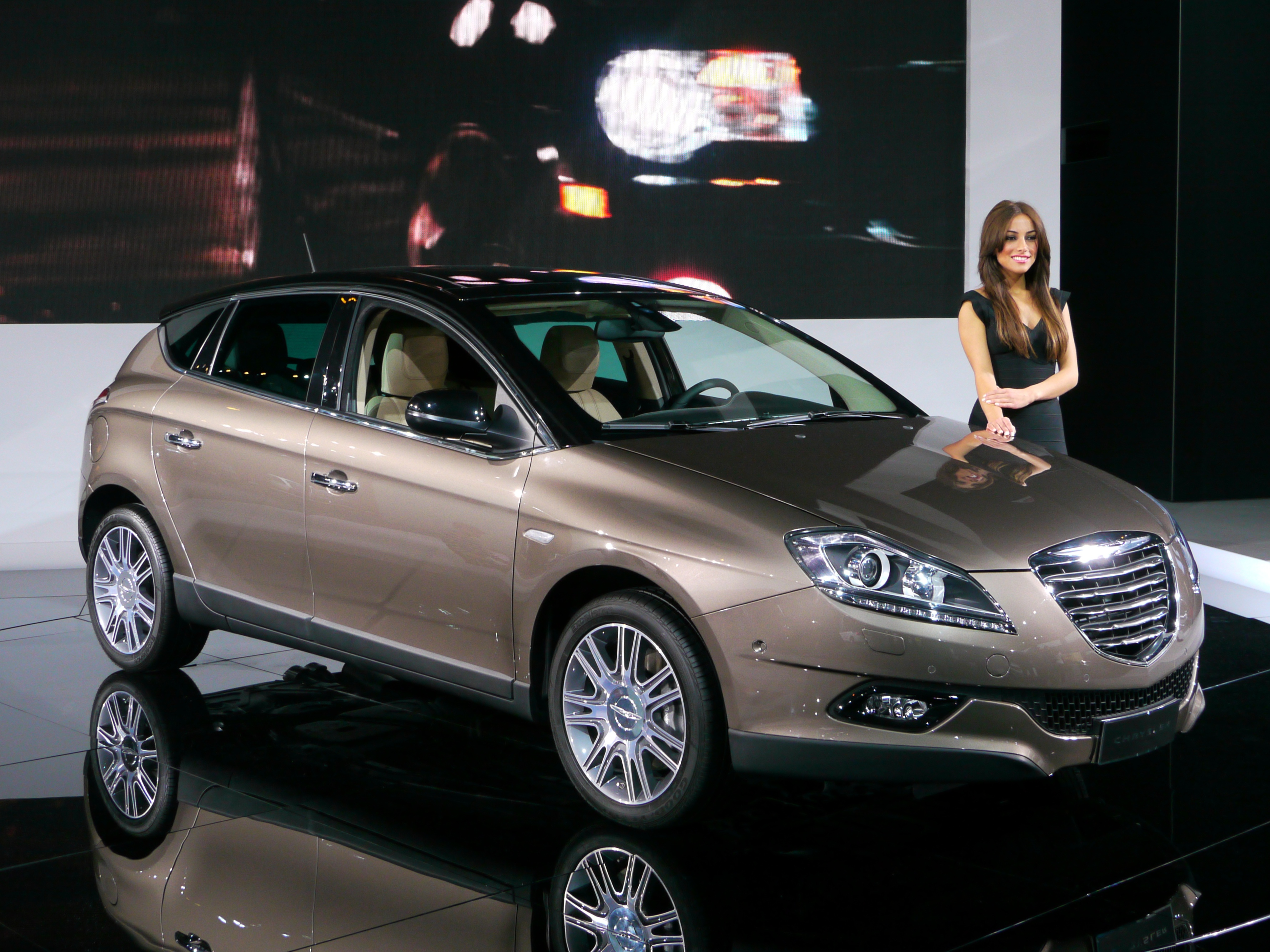
Lancia Delta получила марку Chrysler (дизайн / исследование рынка) на Чикагском автосалоне 2010 г.
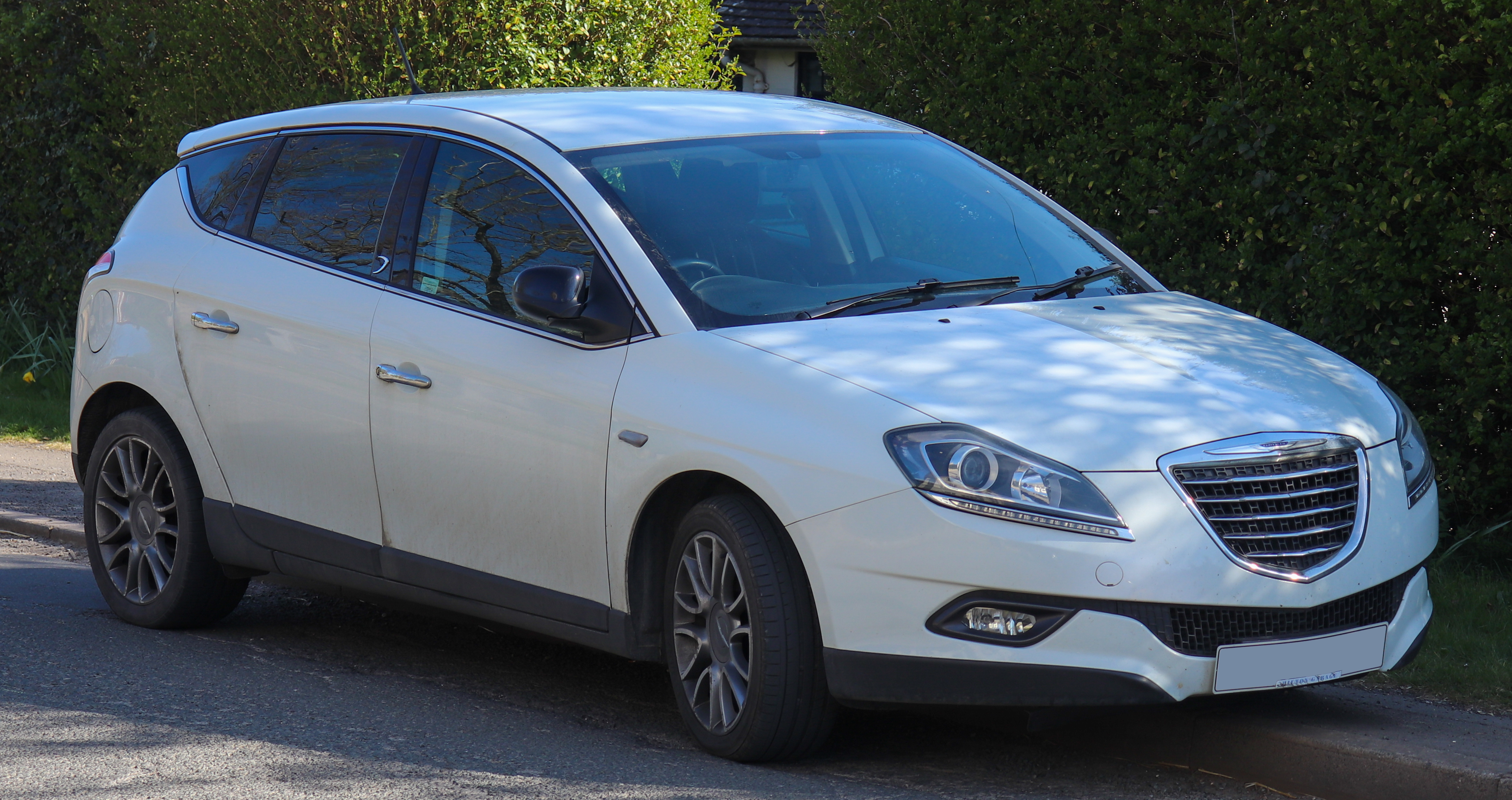
Chrysler Delta (Серийная версия)
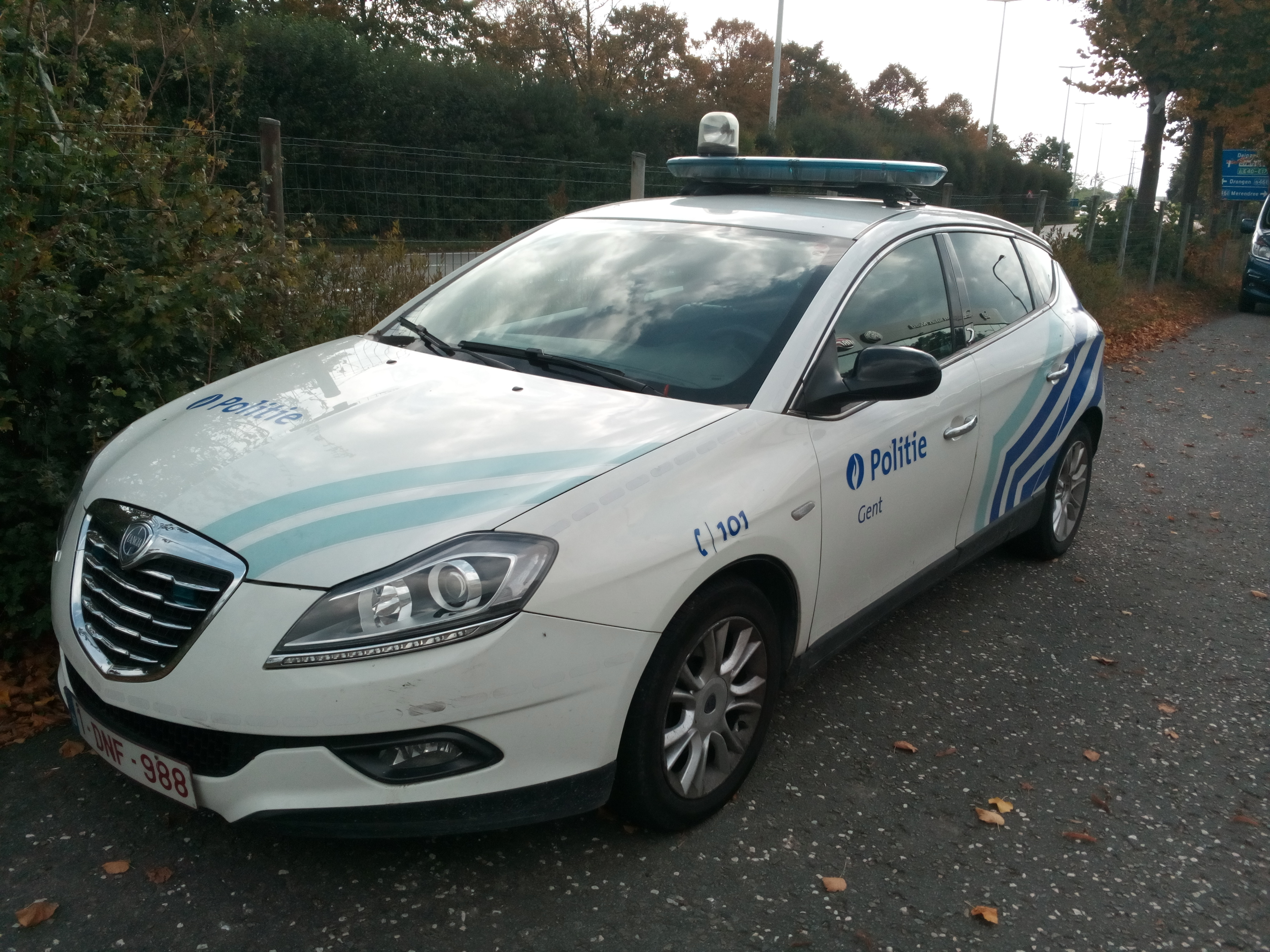
Полицейская машина Lancia Delta, Гент, Бельгия.

### Функции

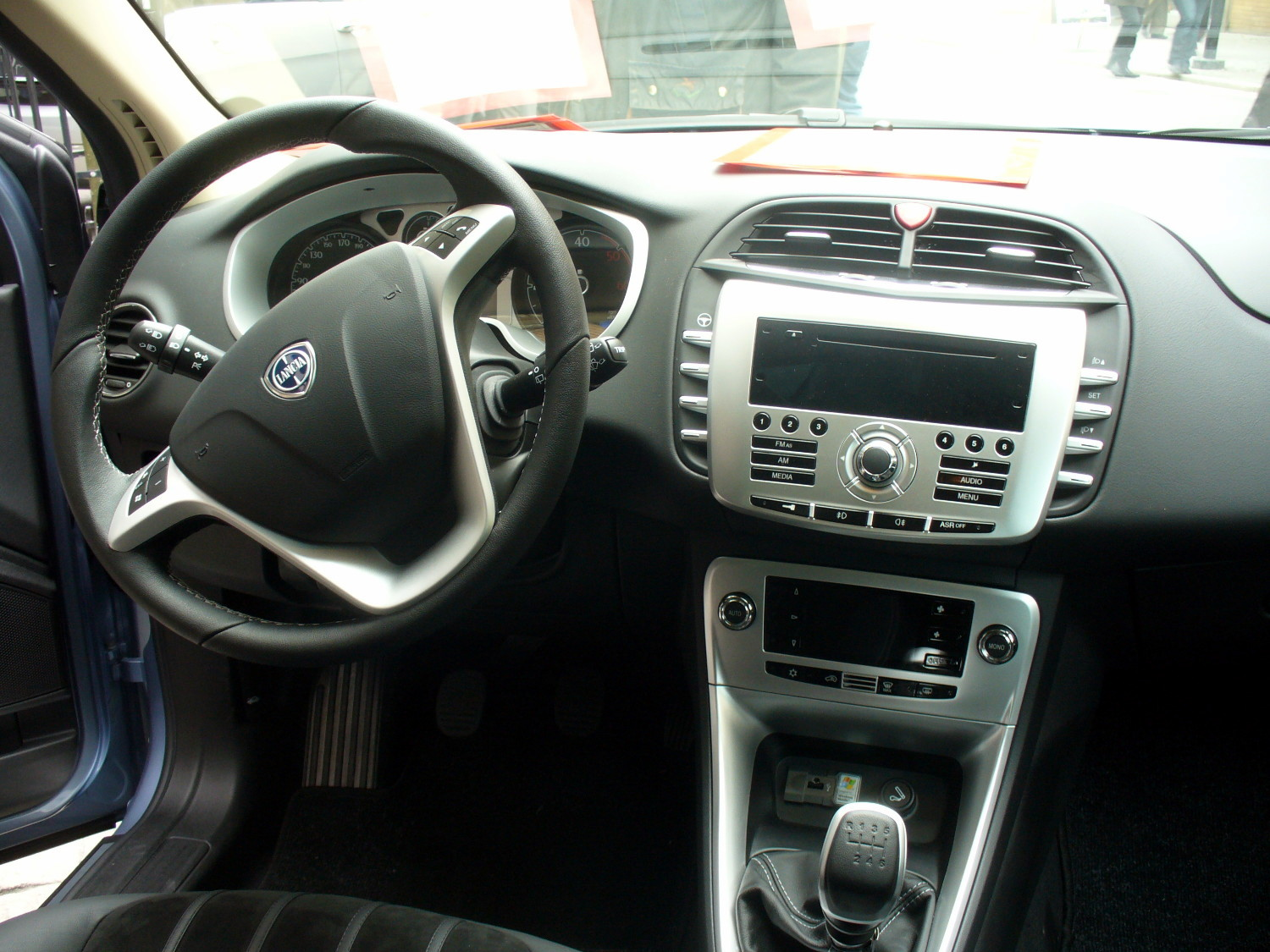
Стиль интерьера

Новая Delta предлагала ряд опций и оборудования, включая радио Bose Hi-Fi с проигрывателем компакт-дисков и устройством чтения MP3-файлов с элементами управления на рулевом колесе, систему Blue&Me, разработанную совместно с Microsoft, и новую систему спутниковой навигации, разработанную совместно с Magneti Marelli.
Дополнительное техническое оборудование, обеспечивающее плавность хода и управляемость, включало усовершенствованную систему ESC (электронный контроль устойчивости) и подвеску SDC (с электронным контролем демпфирования, также от Magneti Marelli).
У Delta также был ассистент вождения с электрическими глазными мониторами, которые давали обратную связь рулевому колесу и предлагали водителю исправления. Автомобиль был доступен также с полуавтоматическим ассистентом парковки.

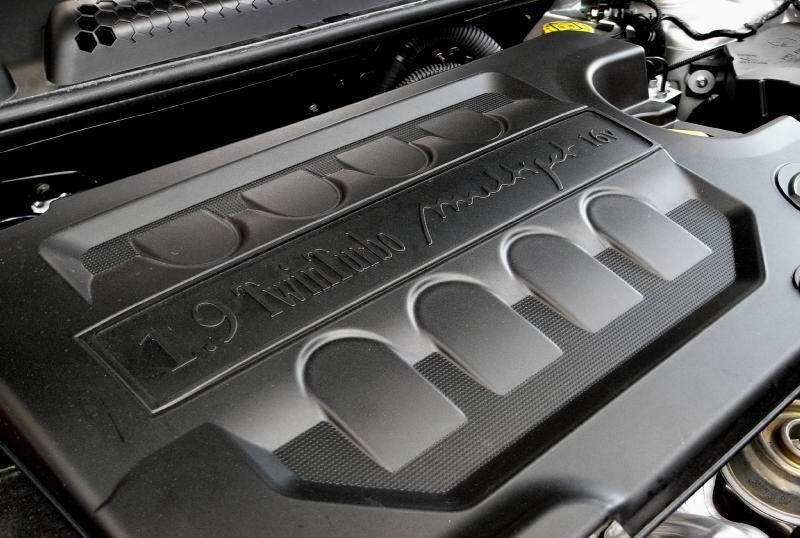
1.9 Твин-турбо Multijet

### Рестайлинг 2011 года
Рестайлинг Delta в 2011 году получил изменения в комплектации, семейную решетку радиатора от Chrysler и 1,6-литровый дизельный двигатель Multijet мощностью 105 л.с. с меньшим расходом топлива и выбросами CO2. Ожидалось, что новую версию Delta представят на Женевском автосалоне 2011 года.

### Двигатели
На момент запуска были доступны турбореактивные бензиновые двигатели объемом 1,4 л мощностью 120 л.с. и 150 л.с. и дизельный двигатель MultiJet объемом 1,6 л.с., двигатель 2.0 мощностью 165 л.с. и двигатель 1,9 с двойным турбонаддувом 190 л.с. Позже был запущен новый бензиновый агрегат: ТРД 1.8 Di мощностью 200 л.с.
| Модель                     | Тип | Смещение | Смещение       | Мощность | Мощность | Мощность   | Крутящий Момент | Крутящий Момент | Крутящий Момент | Разгон                  | Максимальная скорость | Максимальная скорость | Год       |
| Модель                     | Тип | Куб.     | Рабочий Момент | кВт      | л.с.     | при об/мин | Н.м             | Фунт-сила-фут   | при об/мин      | 0-100 км/ч (в секундах) | км/ч                  | миль/ч                | Год       |
| -------------------------- | --- | -------- | -------------- | -------- | -------- | ---------- | --------------- | --------------- | --------------- | ----------------------- | --------------------- | --------------------- | --------- |
| 1.4 T-Jet 16V              | I4  | 1,368    | 83,5           | 88       | 120      | 5000       | 206             | 152             | 2000            | 9.8                     | 195                   | 121                   | 2008-     |
| 1.4 T-Jet 16V              | I4  | 1,368    | 83,5           | 140      | 150      | 5500       | 206             | 152             | 2250            | 8.7                     | 210                   | 130                   | 2008–2010 |
| 1.4 T-Jet MultiAir         | I4  | 1,368    | 83,5           | 100      | 140      | 5000       | 230             | 170             | 1750            | 9.2                     | 202                   | 126                   | 2010-     |
| 1.8 Di T-Jet 16V           | I4  | 1,742    | 106,3          | 147      | 197      | 5000       | 320             | 236             | 2000            | 7.4                     | 230                   | 143                   | 2010-     |
| 1.6 Multijet 16V           | I4  | 1,568    | 97,5           | 77       | 104      | 4000       | 300             | 220             | 1500            | 10.7                    | 186                   | 116                   | 2011-     |
| 1.6 Multijet 16V           | I4  | 1,568    | 97,5           | 88       | 120      | 4000       | 300             | 220             | 1500            | 10.7                    | 194                   | 121                   |           |
| 2.0 Multijet 16V           | I4  | 1,956    | 119,4          | 121      | 163      | 4000       | 360             | 270             | 1750            | 8.5                     | 214                   | 133                   |           |
| 1.9 Twinturbo multijet 16V | I4  | 1,910    | 117            | 140      | 190      | 4000       | 400             | 300             | 2000            | 7.9                     | 222                   | 138                   | 2008-     |

## Галерея

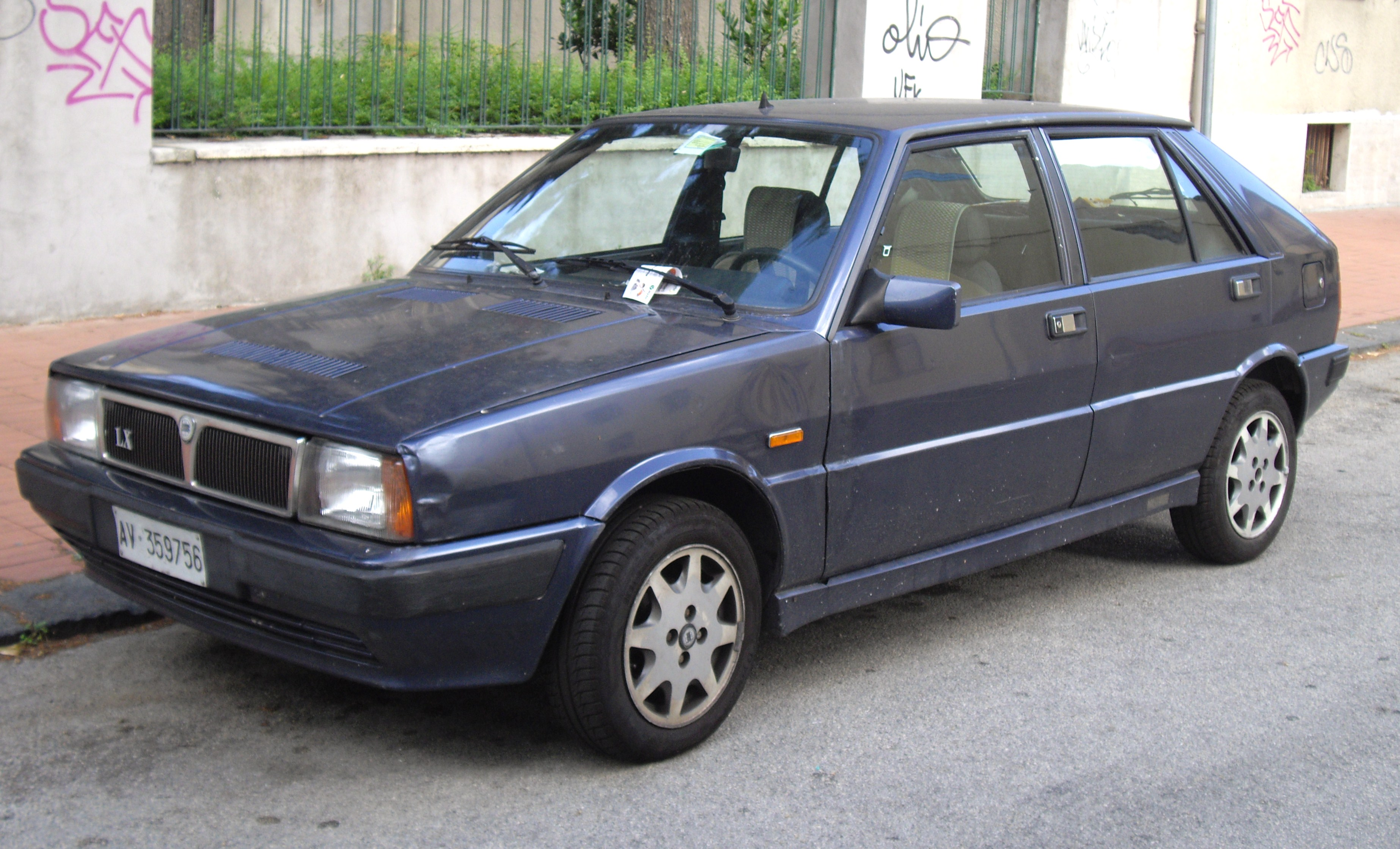
Lancia Delta LX, 1979 г.
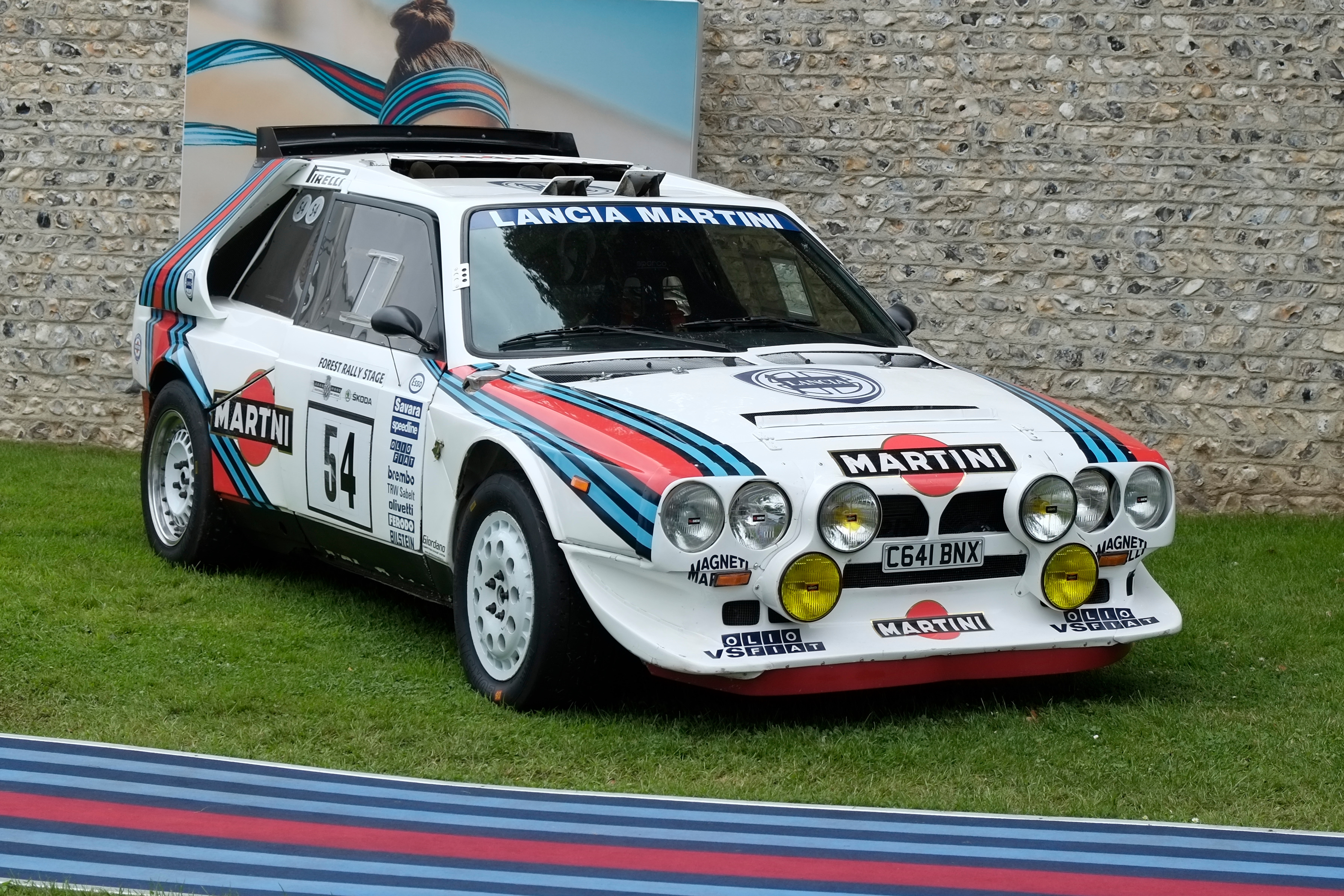
Lancia Delta S4 раллийной Группы B
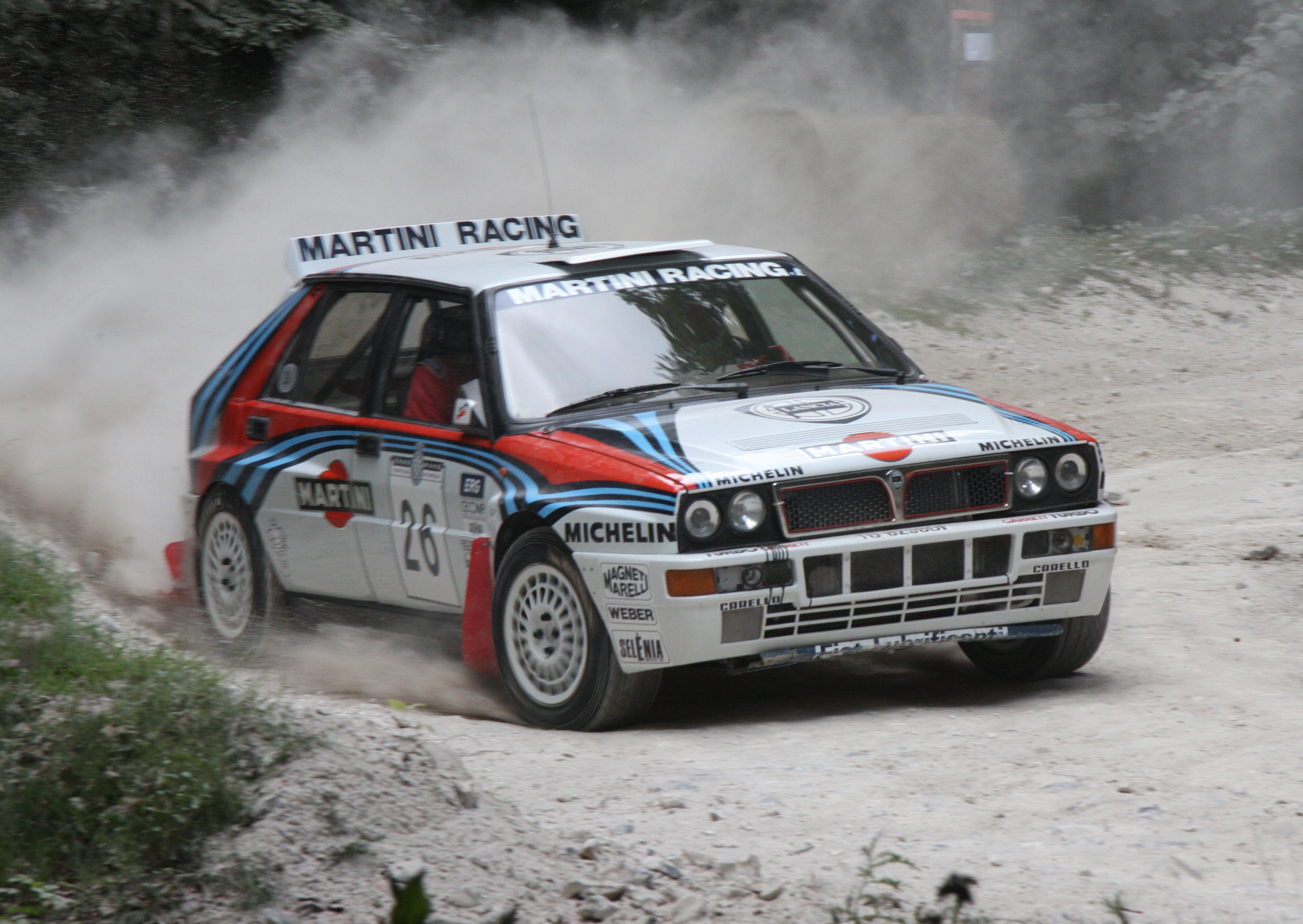
Lancia Delta HF Integrale — одна из лучших раллийных машин XX века
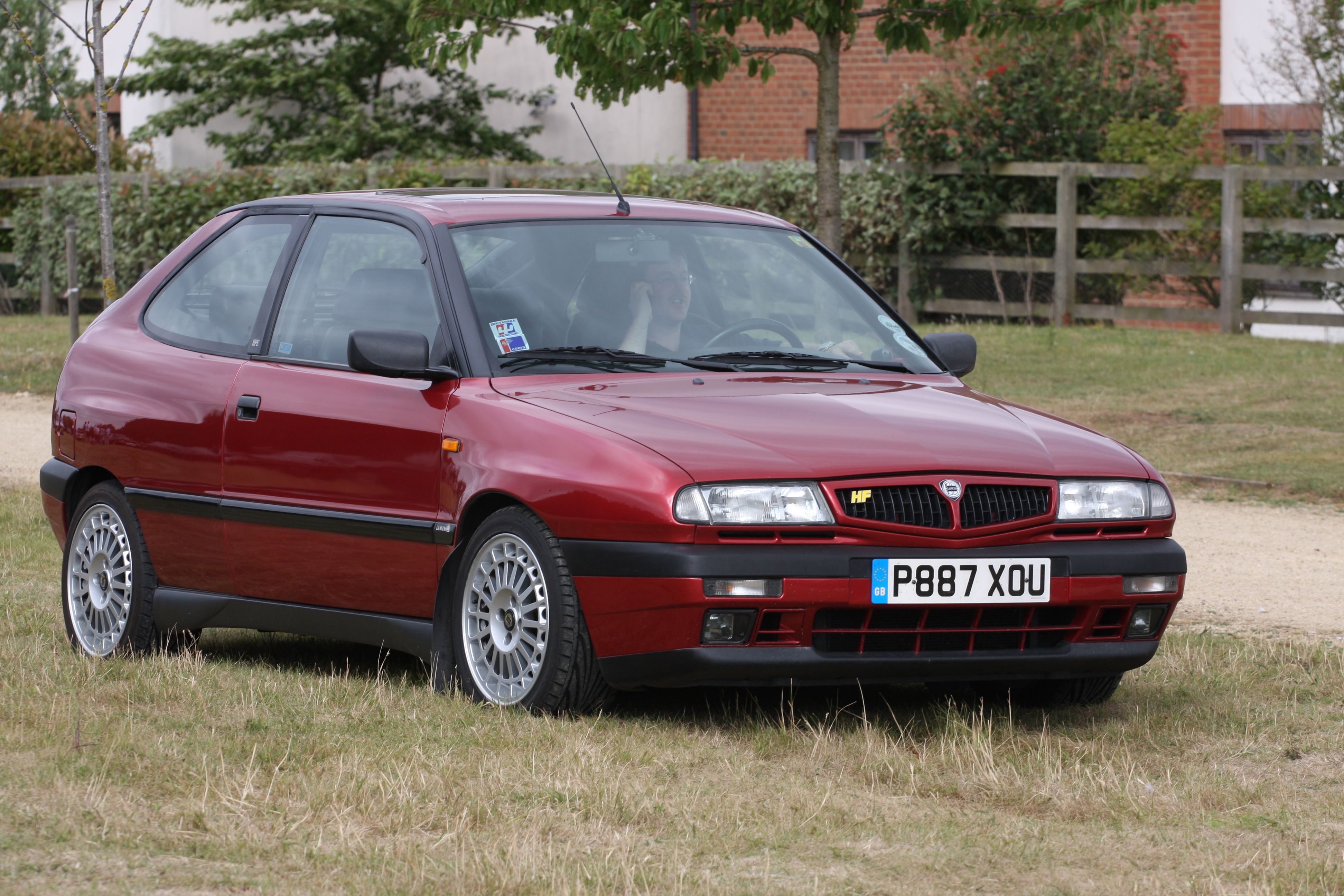
Lancia Delta II HРЕ, 1996 г.
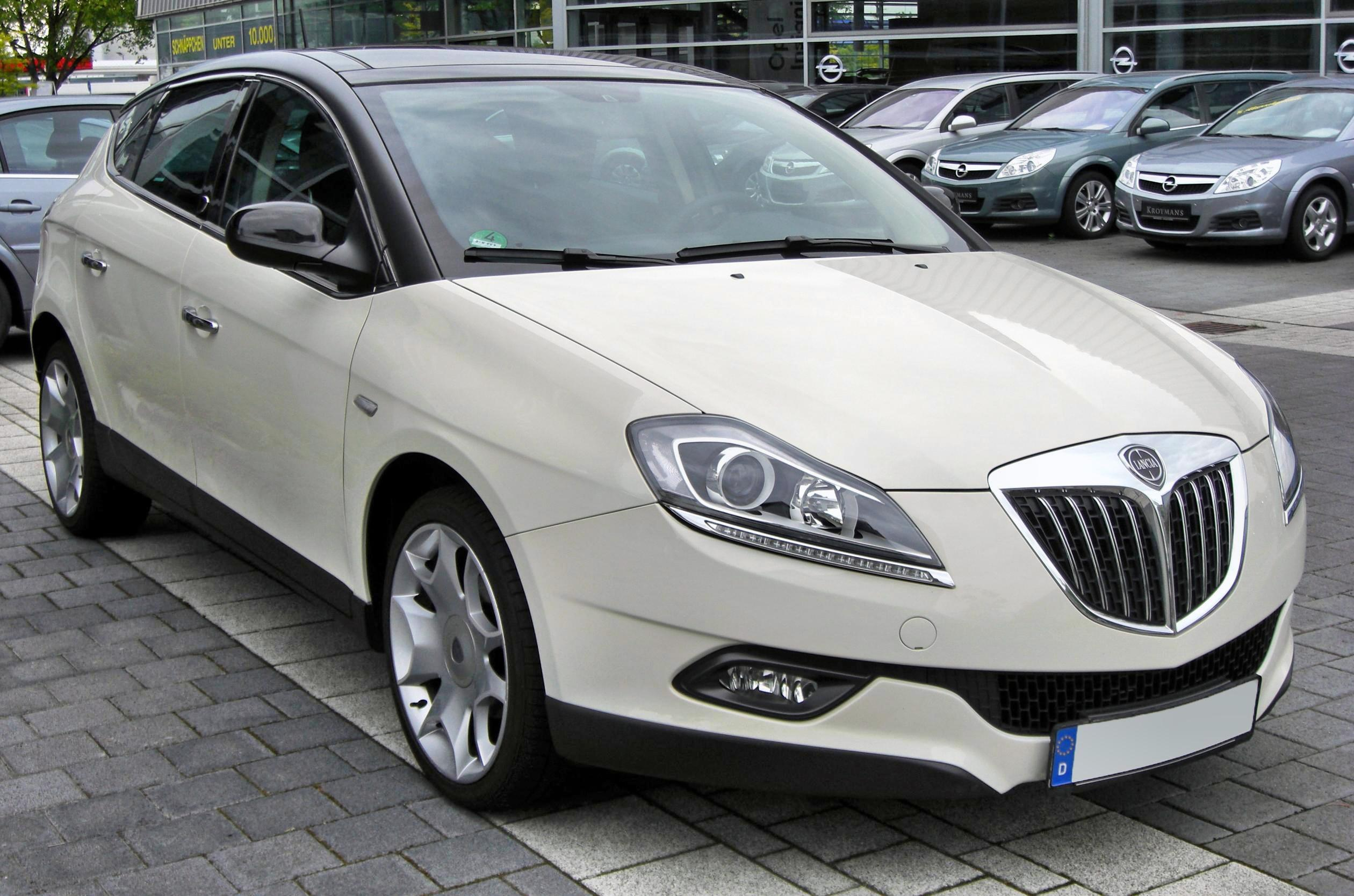
Lancia Delta ІІІ 2009 г. - вид спереди
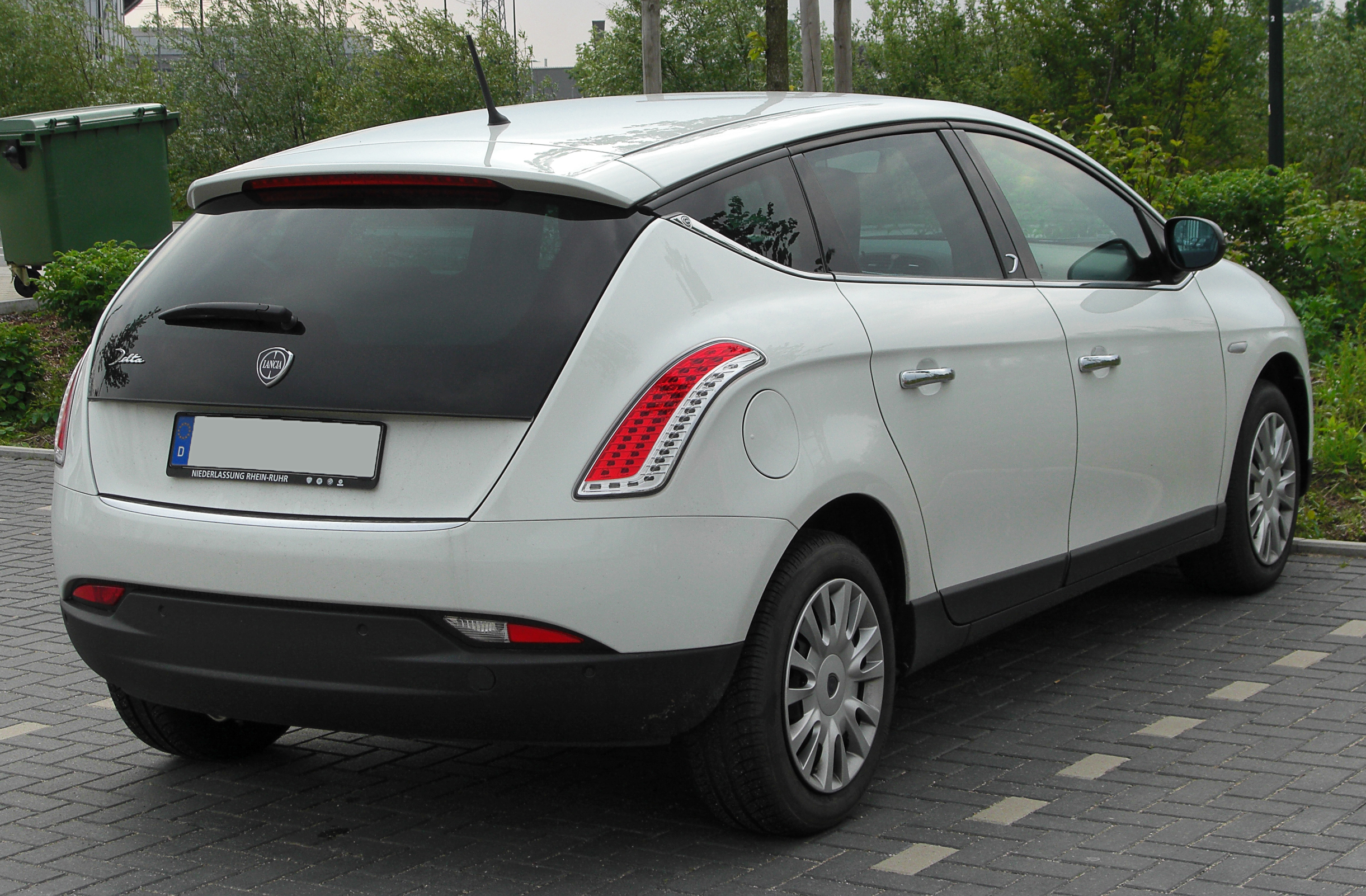
Lancia Delta ІІІ 2009 г. - вид сзади